# Francja na Letnich Igrzyskach Olimpijskich 2020
Francję na Letnich Igrzyskach Olimpijskich 2020 reprezentowało 380 zawodników: 212 mężczyzn i 168 kobiet. Był to 29. start reprezentacji Francji na letnich igrzyskach olimpijskich.

## Zdobyte medale[3]
| Medal  | Zawodnik | Dyscyplina       | Konkurencja                         | Rezultat                                                                                    | Data       |
| ------ | --- | ---------------- | ----------------------------------- | ------------------------------------------------------------------------------------------- | ---------- |
| Złoto  | Romain Cannone | Szermierka       | Szpada mężczyzn indywidualnie       | W finale pokonał reprezentanta Węgier Gergely Siklosi                                       | 25 lipca   |
| Złoto  | Clarisse Agbegnenou | Judo             | kategoria do 63 kg kobiet           | W finale pokonała reprezentantkę Słowenii Tina Trstenjak                                    | 27 lipca   |
| Złoto  | Hugo Boucheron, Matthieu Androdias | Wioślarstwo      | dwójka podwójna mężczyzn            | 6:00,33                                                                                     | 28 lipca   |
| Złoto  | Clarisse Agbegnenou, Amandine Buchard, Guillaume Chaine, Axel Clerget, Sarah-Léonie Cysique, Romane Dicko, Alexandre Iddir, Kilian Le Blouch, Madeleine Malonga, Margaux Pinot, Teddy Riner                                                                                                  | Judo             | drużynowo                           | W finale pokonali reprezentację Japonii                                                     | 31 lipca   |
| Złoto  | Erwann Le Péchoux, Enzo Lefort, Julien Mertine, Maxime Pauty | Szermierka       | floret mężczyzn drużynowo           | W finale pokonali reprezentantów Rosyjskiego Komitetu Olimpijskiego 45:28                   | 1 sierpnia |
| Złoto  | Jean Quiquampoix | Strzelectwo      | pistolet szybkostrzelny mężczyzn    |                                                                                             | 2 sierpnia |
| Złoto  | Steven Da Costa | Karate           | Kumiet do 67 kg mężczyzn            | W finale pokonał reprezentanta Turcji Eray Şamdan                                           | 5 sierpnia |
| Złoto  | Nedim Remili, Romain Lagarde, Melvyn Richardson, Dika Mem, Nicolas Tournat, Vincent Gérard, Nikola Karabatić, Kentin Mahé, Yann Genty, Timothey N’Guessan, Luc Abalo, Michaël Guigou, Luka Karabatić, Ludovic Fabregas, Hugo Descat, Valentin Porte                                          | Piłka ręczna     | turniej mężczyzn                    | W finale pokonali reprezentację Danii 25:23                                                 | 7 sierpnia |
| Złoto  | Barthélémy Chinenyeze, Jenia Grebennikov, Jean Patry, Benjamin Toniutti, Kévin Tillie, Earvin N’Gapeth, Antoine Brizard, Stéphen Boyer, Nicolas Le Goff, Daryl Bultor, Trévor Clévenot, Yacine Louati                                                                                        | Siatkówka        | turniej mężczyzn                    | W finale pokonali reprezentację Rosyjskiego Komitetu Olimpijskiego 3:2                      | 7 sierpnia |
| Złoto  | Méline Nocandy, Blandine Dancette, Pauline Coatanea, Chloé Valentini, Allison Pineau, Coralie Lassource, Grâce Zaadi, Amandine Leynaud, Kalidiatou Niakaté, Cléopatre Darleux, Océane Sercien-Ugolin, Laura Flippes, Béatrice Edwige, Pauletta Foppa, Estelle Nze Minko, Alexandra Lacrabère | Piłka ręczna     | turniej kobiet                      | W finale pokonały reprezentację Rosyjskiego Komitetu Olimpijskiego 30:25                    | 8 sierpnia |
| Srebro | Amandine Buchard | Judo             | kategoria do 52 kg kobiet           | W finale uległa reprezentantce Japonii Uta Abe                                              | 25 lipca   |
| Srebro | Sarah-Léonie Cysique | Judo             | kategoria do 57 kg kobiet           | w finale uległa reprezentantce Kosowa Nora Gjakova                                          | 26 lipca   |
| Srebro | Madeleine Malonga | Judo             | kategoria o 78 kg kobiet            | W finale uległa reprezentantce Japonii Shori Hamada                                         | 29 lipca   |
| Srebro | Anita Blaze, Astrid Guyart, Pauline Ranvier, Ysaora Thibus | Szermierka       | floret kobiet drużynowo             | W finale uległy reprezentantkom Rosyjskiego Komitetu Olimpijskiego 34:45                    | 29 lipca   |
| Srebro | Laura Tarantola, Claire Bové | Wioślarstwo      | dwójka podwójna wagi lekkiej kobiet | 6:47,68                                                                                     | 29 lipca   |
| Srebro | Coralie Bertrand, Anne-Cécile Ciofani, Caroline Drouin, Camille Grassineau, Lina Guerin, Fanny Horta, Shannon Izar, Chloé Jacquet, Carla Neisen, Séraphine Okemba, Chloé Pelle, Jade Ulutule, Nassira Konde                                                                                  | Rugby            | turniej kobiet                      | W finale uległy reprezentacji Nowej Zelandii 12:26                                          | 31 lipca   |
| Srebro | Sara Balzer, Cecilia Berder, Cecilia Berder, Charlotte Lembach | Szermierka       | szabla kobiet drużynowo             | W finale uległy reprezentantkom Rosyjskiego Komitetu Olimpijskiego 41:45                    | 31 lipca   |
| Srebro | Thomas Goyard | Żeglarstwo       | Windsurfing RS:X mężczyzn           |                                                                                             | 31 lipca   |
| Srebro | Charline Picon | Żeglarstwo       | Windsurfing RS:X kobiet             |                                                                                             | 31 lipca   |
| Srebro | Florent Manaudou | Pływanie         | 50 m stylem dowolnym mężczyzn       | 21,55 s                                                                                     | 1 sierpnia |
| Srebro | Kévin Mayer | Lekkoatletyka    | Dziesięciobój                       | 8726 pkt                                                                                    | 5 sierpnia |
| Srebro | Frank Ntilikina, Timothé Luwawu-Cabarrot, Thomas Heurtel, Nicolas Batum, Guerschon Yabusele, Evan Fournier, Nando De Colo, Vincent Poirier, Andrew Albicy, Rudy Gobert, Petr Cornelie, Moustapha Fall                                                                                        | Koszykówka       | turniej mężczyzn                    | W finale ulegli reprezentacji Stanów Zjednoczonych 82:87                                    | 7 sierpnia |
| Brąz   | Luka Mkheidze | Judo             | kategoria do 60 kg mężczyzn         | W pojedynku o brązowy medal pokonał reprezentanta Korei Południowej Kim Won-jin             | 24 lipca   |
| Brąz   | Manon Brunet | Szermierka       | szabla kobiet indywidualnie         | W pojedynku o brązowy medal pokonała reprezentantkę Węgier Anna Márton                      | 26 lipca   |
| Brąz   | Althéa Laurin | Taekwondo        | kategoria powyżej 67 kg kobiet      | W pojedynku o brązowy medal pokonała reprezentantkę Wybrzeża Kości Słoniowej Aminatę Traoré | 27 lipca   |
| Brąz   | Teddy Riner | Judo             | kategoria powyżej 100 kg mężczyzn   | W pojedynku o brązowy medal pokonał reprezentanta Japonii Hisayoshi Harasawa                | 30 lipca   |
| Brąz   | Romane Dicko | Judo             | kategoria powyżej 78 kg kobiet      | W pojedynku o brązowy medal pokonała reprezentantkę Turcji Kayra Sayıt                      | 30 lipca   |
| Brąz   | Léonie Périault, Dorian Coninx, Cassandre Beaugrand, Vincent Luis | Triathlon        | sztafeta mieszana                   | 1:24:04                                                                                     | 31 lipca   |
| Brąz   | Nicolas Touzaint, Florent Karim Laghouag, Christopher Six | Jeździectwo      | WKKW drużynowo                      | 101,50 pkt                                                                                  | 2 sierpnia |
| Brąz   | Florian Grengbo, Sébastien Vigier, Rayan Helal | Kolarstwo        | sprint drużynowy mężczyzn           | 42,331 s                                                                                    | 3 sierpnia |
| Brąz   | Camille Lecointre, Aloïse Retornaz | Żeglarstwo       | klasa 470 kobiety                   |                                                                                             | 4 sierpnia |
| Brąz   | Benjamin Thomas, Donavan Grondin | Kolarstwo torowe | madison mężczyzn                    | 40 pkt                                                                                      | 7 sierpnia |
| Brąz   | Marine Fauthoux, Nwal-Endéné Miyem, Alexia Chartereau, Sandrine Gruda, Helena Ciak, Sarah Michel, Valériane Vukosavljević, Iliana Rupert, Gabby Williams, Marine Johannès, Alix Duchet, Diandra Tchatchouang                                                                                 | Koszykówka       | turniej kobiet                      | W meczu o brązowy medal pokonały reprezentację Serbii 91:76                                 | 7 sierpnia |

## Skład kadry

### Badminton
| Zawodnik                     | Konkurencja        | Faza grupowa                        | Faza grupowa                                   | Faza grupowa                                | Pozycja | 1/8              | Ćwierćfinały     | Półfinały        | Finał            | Finał   | Źródło                      |
| Zawodnik                     | Konkurencja        | Przeciwnik Wynik                    | Przeciwnik Wynik                               | Przeciwnik Wynik                            | Pozycja | Przeciwnik Wynik | Przeciwnik Wynik | Przeciwnik Wynik | Przeciwnik Wynik | Pozycja | Źródło                      |
| ---------------------------- | ------------------ | ----------------------------------- | ---------------------------------------------- | ------------------------------------------- | ------- | ---------------- | ---------------- | ---------------- | ---------------- | ------- | --------------------------- |
| Brice Leverdez               | gra pojedyncza (m) | Pocztaŕow 2-0 (21-10, 21-8)         | Lee Zii Jia 0-2 (17-21, 5-21)                  | N\A                                         | 2.      | NQ               | NQ               | NQ               | NQ               | 15.     | [ 4 ] [ 5 ] [ 6 ]           |
| Qi Xuefei                    | gra pojedyncza (k) | Nguyễn Thùy Linh 0-2 (11-21, 11-21) | Jaquet 2-0 (21-10, 21-14)                      | Tai Tzu-ying 0-2 (10-21, 13-21)             | 3.      | NQ               | NQ               | NQ               | NQ               | 15.     | [ 7 ] [ 8 ] [ 5 ] [ 9 ]     |
| Thom Gicquel Delphine Delrue | mikst              | Ellis Smith 2:0 (21-14, 21-16)      | Puavaranukroh Taerattanachai 0:2 (9-21, 13-21) | Hurlburt-Yu Josephine Wu 2:0 (21-12, 21-13) | 3.      | N/A              | NQ               | NQ               | NQ               | 9.      | [ 10 ] [ 11 ] [ 12 ] [ 13 ] |

### Boks
| Zawodnik          | Konkurencja               | 1/16             | 1/8              | Ćwierćfinał      | Półfinał         | Finał            | Finał   | Źródło |
| Zawodnik          | Konkurencja               | Przeciwnik Wynik | Przeciwnik Wynik | Przeciwnik Wynik | Przeciwnik Wynik | Przeciwnik Wynik | Miejsce | Źródło |
| ----------------- | ------------------------- | ---------------- | ---------------- | ---------------- | ---------------- | ---------------- | ------- | ------ |
| Billal Bennama    | waga musza mężczyzn       | Bye              | Bıbosynov P 0-5  | NQ               | NQ               | NQ               | 9.      | [ 14 ] |
| Samuel Kistohurry | waga piórkowa mężczyzn    | Ragan P 2-3      | NQ               | NQ               | NQ               | NQ               | 17.     | [ 15 ] |
| Sofiane Oumiha    | waga lekka mężczyzn       | Bye              | Davis P RSC      | NQ               | NQ               | NQ               | 9.      | [ 16 ] |
| Mourad Aliev      | waga superciężka mężczyzn | Bye              | Zukhurov W 5-0   | Clarke P DSQ     | NQ               | NQ               | DSQ     | [ 17 ] |
| Maïva Hamadouche  | waga lekka kobiet         | Potkonen P 1-3   | NQ               | NQ               | NQ               | NQ               | 17.     | [ 18 ] |

### Gimnastyka
Mężczyźni
| Zawodnik        | Konkurencja                 | Kwalifikacje | Kwalifikacje | Kwalifikacje | Kwalifikacje | Kwalifikacje | Kwalifikacje | Kwalifikacje | Kwalifikacje | Finał    | Finał    | Finał    | Finał    | Finał    | Finał    | Finał  | Finał   | Źródło |
| Zawodnik        | Konkurencja                 | Przyrząd     | Przyrząd     | Przyrząd     | Przyrząd     | Przyrząd     | Przyrząd     | Razem        | Pozycja      | Przyrząd | Przyrząd | Przyrząd | Przyrząd | Przyrząd | Przyrząd | Razem  | Pozycja | Źródło |
| Zawodnik        | Konkurencja                 | F            | PH           | R            | V            | PB           | HB           | Razem        | Pozycja      | F        | PH       | R        | V        | PB       | HB       | Razem  | Pozycja | Źródło |
| --------------- | --------------------------- | ------------ | ------------ | ------------ | ------------ | ------------ | ------------ | ------------ | ------------ | -------- | -------- | -------- | -------- | -------- | -------- | ------ | ------- | ------ |
| Loris Frasca    | wielobój indywidualnie      | 13,700       | 13,766       | 13,100       | 13,500       | 13,433       | 12,833       | 80,332       | 44.          | NQ       | NQ       | NQ       | NQ       | NQ       | NQ       | NQ     | NQ      | [ 19 ] |
| Loris Frasca    | ćwiczenia wolne             | 13,700       | N/A          | N/A          | N/A          | N/A          | N/A          | 13,700       | 38.          | NQ       | NQ       | NQ       | NQ       | NQ       | NQ       | NQ     | NQ      | [ 19 ] |
| Loris Frasca    | ćwiczenia na poręczach      | N/A          | N/A          | N/A          | N/A          | 13,433       | N/A          | 13,433       | 56.          | NQ       | NQ       | NQ       | NQ       | NQ       | NQ       | NQ     | NQ      | [ 19 ] |
| Loris Frasca    | ćwiczenia na drążku         | N/A          | N/A          | N/A          | N/A          | N/A          | 12,833       | 12,833       | 55.          | NQ       | NQ       | NQ       | NQ       | NQ       | NQ       | NQ     | NQ      | [ 19 ] |
| Loris Frasca    | skok                        | N/A          | N/A          | N/A          | 13,433       | N/A          | N/A          | 13,433       | 20.          | NQ       | NQ       | NQ       | NQ       | NQ       | NQ       | NQ     | NQ      | [ 19 ] |
| Loris Frasca    | ćwiczenia na koniu z łękami | N/A          | 13,766       | N/A          | N/A          | N/A          | N/A          | 13,766       | 27.          | NQ       | NQ       | NQ       | NQ       | NQ       | NQ       | NQ     | NQ      | [ 19 ] |
| Loris Frasca    | ćwiczenia na kółkach        | N/A          | N/A          | 13,100       | N/A          | N/A          | N/A          | 13,100       | 56.          | NQ       | NQ       | NQ       | NQ       | NQ       | NQ       | NQ     | NQ      | [ 19 ] |
| Cyril Tommasone | ćwiczenia na koniu z łękami | N/A          | 13,100       | N/A          | N/A          | N/A          | N/A          | 13,100       | 43.          | NQ       | NQ       | NQ       | NQ       | NQ       | NQ       | NQ     | NQ      | [ 20 ] |
| Samir Aït Saïd  | ćwiczenia na kółkach        | N/A          | N/A          | 15,066       | N/A          | N/A          | N/A          | 15,066       | 3.           | N/A      | N/A      | 14,900   | N/A      | N/A      | N/A      | 14,900 | 4.      | [ 21 ] |

Kobiety
| Zawodniczka                 | Konkurencja        | Kwalifikacje | Kwalifikacje | Kwalifikacje | Kwalifikacje | Kwalifikacje | Finał    | Finał    | Finał    | Finał    | Finał   | Pozycja | Źródło |
| Zawodniczka                 | Konkurencja        | Przyrząd     | Przyrząd     | Przyrząd     | Przyrząd     | Razem        | Przyrząd | Przyrząd | Przyrząd | Przyrząd | Razem   | Pozycja | Źródło |
| Zawodniczka                 | Konkurencja        | V            | UB           | BB           | F            | Razem        | V        | UB       | BB       | F        | Razem   | Pozycja | Źródło |
| --------------------------- | ------------------ | ------------ | ------------ | ------------ | ------------ | ------------ | -------- | -------- | -------- | -------- | ------- | ------- | ------ |
| Marine Boyer                | wielobój drużynowy | 13,733       | 10,400       | 13,466       | 12,733       | 50,332       | N/A      | N/A      | 12,066   | 13,000   | 25,066  | 6.      | [ 22 ] |
| Mélanie de Jesus dos Santos | wielobój drużynowy | 14,466       | 14,566       | 12,233       | 13,166       | 55,431       | 14,500   | 14,200   | 13,566   | 13,700   | 55,966  | 6.      | [ 23 ] |
| Aline Friess                | wielobój drużynowy | 14,966       | 13,666       | 12,500       | 12,500       | 53,632       | 14,900   | 13,733   | N/A      | N/A      | 28,633  | 6.      | [ 24 ] |
| Carolann Héduit             | wielobój drużynowy | 14,233       | 13,966       | 13,200       | 12,900       | 54,299       | 14,200   | 13,466   | 12,833   | 13,100   | 53,599  | 6.      | [ 25 ] |
| Razem                       | wielobój drużynowy | 43,665       | 42,198       | 39,899       | 37,899       | 164,561      | 43,600   | 41,399   | 38,465   | 39,800   | 163,264 | 6.      | [ 26 ] |

| Zawodniczka                 | Konkurencja             | Kwalifikacje | Kwalifikacje | Kwalifikacje | Kwalifikacje | Kwalifikacje | Kwalifikacje | Finał     | Finał     | Finał     | Finał     | Finał  | Finał   | Źródło |
| Zawodniczka                 | Konkurencja             | Przyrządy    | Przyrządy    | Przyrządy    | Przyrządy    | Razem        | Pozycja      | Przyrządy | Przyrządy | Przyrządy | Przyrządy | Razem  | Pozycja | Źródło |
| Zawodniczka                 | Konkurencja             | V            | UB           | BB           | F            | Razem        | Pozycja      | V         | UB        | BB        | F         | Razem  | Pozycja | Źródło |
| --------------------------- | ----------------------- | ------------ | ------------ | ------------ | ------------ | ------------ | ------------ | --------- | --------- | --------- | --------- | ------ | ------- | ------ |
| Mélanie de Jesus dos Santos | wielobój indywidualnie  | 14,466       | 14,566       | 12,233       | 13,166       | 55,431       | 10.          | 14,366    | 13,833    | 12,166    | 13,333    | 56,698 | 11.     | [ 23 ] |
| Carolann Héduit             | wielobój indywidualnie  | 14,233       | 13,966       | 13,200       | 12,900       | 54,299       | 18.          | 14,400    | 13,566    | 12,566    | 13,033    | 53,565 | 12.     | [ 25 ] |
| Aline Friess                | wielobój indywidualnie  | 14,966       | 13,666       | 12,500       | 12,500       | 53,632       | 25.          | NQ        | NQ        | NQ        | NQ        | NQ     | NQ      | [ 24 ] |
| Marine Boyer                | wielobój indywidualnie  | 13,733       | 10,400       | 13,466       | 12,733       | 50,332       | 60.          | NQ        | NQ        | NQ        | NQ        | NQ     | NQ      | [ 22 ] |
| Mélanie de Jesus dos Santos | ćwiczenia na poręczach  | N/A          | 14,566       | N/A          | N/A          | 14,566       | 11.          | N/A       | 14,033    | N/A       | N/A       | 14,033 | 6.      | [ 23 ] |
| Carolann Héduit             | ćwiczenia na poręczach  | N/A          | 13,966       | N/A          | N/A          | 13,966       | 25.          | NQ        | NQ        | NQ        | NQ        | NQ     | NQ      | [ 25 ] |
| Aline Friess                | ćwiczenia na poręczach  | N/A          | 13,666       | N/A          | N/A          | 13,666       | 31.          | NQ        | NQ        | NQ        | NQ        | NQ     | NQ      | [ 24 ] |
| Marine Boyer                | ćwiczenia na poręczach  | N/A          | 10,400       | N/A          | N/A          | 10,400       | 84.          | NQ        | NQ        | NQ        | NQ        | NQ     | NQ      | [ 22 ] |
| Marine Boyer                | ćwiczenia na równoważni | N/A          | N/A          | 13,466       | N/A          | 13,466       | 22.          | NQ        | NQ        | NQ        | NQ        | NQ     | NQ      | [ 22 ] |
| Mélanie de Jesus dos Santos | ćwiczenia na równoważni | N/A          | N/A          | 13,233       | N/A          | 13,233       | 26.          | NQ        | NQ        | NQ        | NQ        | NQ     | NQ      | [ 23 ] |
| Carolann Héduit             | ćwiczenia na równoważni | N/A          | N/A          | 13,200       | N/A          | 13,200       | 28.          | NQ        | NQ        | NQ        | NQ        | NQ     | NQ      | [ 25 ] |
| Aline Friess                | ćwiczenia na równoważni | N/A          | N/A          | 12,500       | N/A          | 12,500       | 51.          | NQ        | NQ        | NQ        | NQ        | NQ     | NQ      | [ 24 ] |
| Mélanie de Jesus dos Santos | ćwiczenia wolne         | N/A          | N/A          | N/A          | 13,166       | 13,166       | 25.          | NQ        | NQ        | NQ        | NQ        | NQ     | NQ      | [ 23 ] |
| Carolann Héduit             | ćwiczenia wolne         | N/A          | N/A          | N/A          | 12,900       | 12,900       | 34.          | NQ        | NQ        | NQ        | NQ        | NQ     | NQ      | [ 25 ] |
| Marine Boyer                | ćwiczenia wolne         | N/A          | N/A          | N/A          | 12,733       | 12,733       | 44.          | NQ        | NQ        | NQ        | NQ        | NQ     | NQ      | [ 22 ] |
| Aline Friess                | ćwiczenia wolne         | N/A          | N/A          | N/A          | 12,500       | 12,500       | 56.          | NQ        | NQ        | NQ        | NQ        | NQ     | NQ      | [ 24 ] |

### Skoki na trampolinie
| Zawodnik      | Konkurencja | Eliminacje        | Eliminacje    | Eliminacje | Eliminacje | Eliminacje | Finał    | Finał     | Finał  | Finał  | Finał   | Finał   | Źródło |
| Zawodnik      | Konkurencja | Układ obowiązkowy | Układ dowolny | Kara       | Razem      | Pozycja    | Trudność | Wykonanie | Lot    | Kara   | Łącznie | Pozycja | Źródło |
| Zawodnik      | Konkurencja | Punkty            | Punkty        | Punkty     | Punkty     | Pozycja    | Punkty   | Punkty    | Punkty | Punkty | Punkty  | Pozycja | Źródło |
| ------------- | ----------- | ----------------- | ------------- | ---------- | ---------- | ---------- | -------- | --------- | ------ | ------ | ------- | ------- | ------ |
| Allan Morante | mężczyźni   | 14,590            | 6,490         |            | 21,080     | 16.        | NQ       | NQ        | NQ     | NQ     | NQ      | 16.     | [ 27 ] |
| Léa Labrousse | kobiety     | 14,015            | 54,070        |            | 68,085     | 12.        | NQ       | NQ        | NQ     | NQ     | NQ      | 12.     | [ 28 ] |

### Golf
| Zawodnik         | Konkurencja | Runda 1 | Runda 2 | Runda 3 | Runda 4 | Łącznie | Łącznie | Łącznie | Źródło |
| Zawodnik         | Konkurencja | Wynik   | Wynik   | Wynik   | Wynik   | Wynik   | Par     | Pozycja | Źródło |
| ---------------- | ----------- | ------- | ------- | ------- | ------- | ------- | ------- | ------- | ------ |
| Romain Langasque | Mężczyźni   | 69      | 70      | 69      | 69      | 277     | – 7     | 35.     | [ 29 ] |
| Antoine Rozner   | Mężczyźni   | 68      | 69      | 73      | 70      | 280     | – 4     | 45.     | [ 29 ] |
| Perrine Delacour | kobiety     | 70      | 70      | 69      | 71      | 280     | – 4     | 29.     | [ 30 ] |
| Céline Boutier   | kobiety     | 73      | 68      | 72      | 69      | 282     | – 2     | 34.     | [ 30 ] |

### Jeździectwo
Ujeżdżenie
| Zawodnik                                         | Koń                      | Konkurencja                             | Grand Prix | Grand Prix | Grand Prix Special | Grand Prix Special | Finał | Finał | Źródło               |
| Zawodnik                                         | Koń                      | Konkurencja                             | Wynik      | Poz.       | Wynik              | Poz.               | Wynik | Poz.  | Źródło               |
| ------------------------------------------------ | ------------------------ | --------------------------------------- | ---------- | ---------- | ------------------ | ------------------ | ----- | ----- | -------------------- |
| Morgan Barbançon                                 | Ujeżdżenie indywidualnie | Sir Donnerhall II Old                   | 70,543     | 24.        | NQ                 | NQ                 | NQ    | NQ    | [ 31 ] [ 32 ] [ 33 ] |
| Maxime Collard                                   | Ujeżdżenie indywidualnie | Cupido PB                               | 69,068     | 33.        | NQ                 | NQ                 | NQ    | NQ    | [ 31 ] [ 32 ] [ 33 ] |
| Alexandre Ayache                                 | Ujeżdżenie indywidualnie | Zo What                                 | 68,929     | 34.        | NQ                 | NQ                 | NQ    | NQ    | [ 31 ] [ 32 ] [ 33 ] |
| Morgan Barbançon Maxime Collard Alexandre Ayache | ujeżdżenie drużynowe     | Sir Donnerhall II Old Cupido PB Zo What | 6715,0     | 9.         | NQ                 | NQ                 | NQ    | NQ    | [ 34 ]               |

Skoki przez przeszkody
| Zawodnik                                         | Konkurencja   | Koń                                         | Kwalifikacje | Kwalifikacje | Kwalifikacje | Kwalifikacje | Finał      | Finał       | Finał   | Pozycja | Źródło        |
| Zawodnik                                         | Konkurencja   | Koń                                         | Kary         | Kary         | Łącznie      | Pozycja      | Kary       | Kary        | Łącznie | Pozycja | Źródło        |
| Zawodnik                                         | Konkurencja   | Koń                                         | Przeszkody   | Limit czasu  | Łącznie      | Pozycja      | Przeszkody | Limit czasu | Łącznie | Pozycja | Źródło        |
| ------------------------------------------------ | ------------- | ------------------------------------------- | ------------ | ------------ | ------------ | ------------ | ---------- | ----------- | ------- | ------- | ------------- |
| Nicolas Delmotte                                 | indywidualnie | Nicolas Delmotte                            | 0            | 0            | 0            | 1.           | 4          | 1           | 5       | 12.     | [ 35 ] [ 36 ] |
| Mathieu Billot                                   | indywidualnie | Quel Filou 13                               | 4            | 3            | 7            | 43.          | NQ         | NQ          | NQ      | NQ      | [ 35 ] [ 36 ] |
| Pénélope Leprevost                               | indywidualnie | Vancouver de Lanlore                        | 8            | 2            | 10           | 52.          | NQ         | NQ          | NQ      | NQ      | [ 35 ] [ 36 ] |
| Simon Delestre Mathieu Billot Pénélope Leprevost | drużynowo     | Berlux Z Quel Filou 13 Vancouver de Lanlore | 0 8 4        | 1            | 15           | 6.           | 0 EL       | 1 0 EL      | 2 + EL  | 8.      | [ 37 ] [ 38 ] |

WKKW
| Zawodnik                                                       | Konkurencja   | Koń                                                  | Ujeżdżenie | Cross country | Skoki (runda kwalifikacyjna) | Razem     | Skoki (runda finałowa) | Finał  | Pozycja | Źródło |
| -------------------------------------------------------------- | ------------- | ---------------------------------------------------- | ---------- | ------------- | ---------------------------- | --------- | ---------------------- | ------ | ------- | ------ |
| Christopher Six                                                | indywidualnie | Totem De Brecey                                      | 29,60      | 1,60          | 0,00                         | 31,20     | 4,00                   | 35,20  | 7.      | [ 39 ] |
| Karim Laghouag                                                 | indywidualnie | Triton Fontaine                                      | 32,40      | 0,00          | 4,00                         | 36,40     | 8,80                   | 45,20  | 12.     | [ 39 ] |
| Nicolas Touzaint                                               | indywidualnie | Absolut Gold                                         | 33,10      | 0,40          | 0,40                         | 33,90     | 0,00                   | 33,90  | 6.      | [ 39 ] |
| Christopher Six Karim Laghouag Nicolas Touzaint Thomas Carlile | drużynowo     | Totem De Brecey Triton Fontaine Absolut Gold Birmane | jak wyżej  | jak wyżej     | jak wyżej                    | jak wyżej | N/A                    | 101,50 | brąz    | [ 41 ] |

### Judo
| Zawodnik | Konkurencja | 1/32                | 1/16                    | 1/8                       | Ćwierćfinał          | Półfinał                  | Repasaże            | Finał / 3.miejsce   | Finał / 3.miejsce | Źródła |
| Zawodnik | Konkurencja | Przeciwniczka Wynik | Przeciwniczka Wynik     | Przeciwniczka Wynik       | Przeciwniczka Wynik  | Przeciwniczka Wynik       | Przeciwniczka Wynik | Przeciwniczka Wynik | Pozycja           | Źródła |
| --- | ----------- | ------------------- | ----------------------- | ------------------------- | -------------------- | ------------------------- | ------------------- | ------------------- | ----------------- | ------ |
| Luka Mkheidze | -60 kg (m)  | N/A                 | Bye                     | Garrigós W 01-00          | Łesiuk W 10-00       | Yang Yung-wei P 00-01     | N/A                 | Kim Won-jin W 10-00 | brąz              | [ 42 ] |
| Kilian Le Blouch | -66 kg (m)  | N/A                 | Alhassane W 10-00       | Abe P 00-10               | NQ                   | NQ                        | NQ                  | NQ                  | 9.                | [ 43 ] |
| Guillaume Chaine | -73 kg (m)  | Barbosa W 10-00     | Szawdatuaszwili P 00-01 | NQ                        | NQ                   | NQ                        | NQ                  | NQ                  | 17.               | [ 44 ] |
| Axel Clerget | -90 kg (m)  | N/A                 | Ustopiriyon W 10-00     | van ’t End P 00-01        | NQ                   | NQ                        | NQ                  | NQ                  | 9.                | [ 45 ] |
| Alexandre Iddir | -100 kg (m) | N/A                 | Kocojew P 000-101       | NQ                        | NQ                   | NQ                        | NQ                  | NQ                  | 17.               | [ 46 ] |
| Teddy Riner | +100 kg (m) | N/A                 | Hegyi W 10-00           | Sasson P 01-00            | Baszajew P 00-01     | NQ                        | Silva W 11-00       | Harasawa W 10-00    | brąz              | [ 47 ] |
| Shirine Boukli | -48 kg (k)  | N/A                 | Nikolić P 00-10         | NQ                        | NQ                   | NQ                        | NQ                  | NQ                  | 17.               | [ 48 ] |
| Amandine Buchard | -52 kg (k)  | N/A                 | Bye                     | Levytska-Shukvani W 11-00 | Park Da-sol W 10-00  | Kocher W 10-00            | N/A                 | Uta Abe P 00-10     | srebro            | [ 49 ] |
| Sarah-Léonie Cysique | -57 kg (k)  | N/A                 | Bye                     | Kim Ji-su W 01-00         | Liparteliani W 10-01 | Klimkait W 10-00          | N/A                 | Gjakova P 00-10     | srebro            | [ 50 ] |
| Clarisse Agbegnenou | -63 kg (k)  | N/A                 | Bye                     | Billiet W 10-00           | Franssen W 01-00     | Beauchemin-Pinard W 01-00 | N/A                 | Trstenjak W 01-00   | złoto             | [ 51 ] |
| Margaux Pinot | -70 kg (k)  | N/A                 | Bye                     | Teltsidu P 00-10          | NQ                   | NQ                        | NQ                  | NQ                  | 9.                | [ 52 ] |
| Madeleine Malonga | -78 kg (k)  | N/A                 | Bye                     | Graf W 11-00              | Antomarchi W 11-01   | Yoon Hyun-ji W 10-00      | N/A                 | Hamada P 00-10      | srebro            | [ 53 ] |
| Romane Dicko | +78 kg (k)  | N/A                 | Bye                     | Jablonskytė W 10-00       | Altheman W 11-00     | Ortíz P 00-01             | N/A                 | Sayıt W 10-00       | brąz              | [ 54 ] |
| Luka Mkheidze Kilian Le Blouch Guillaume Chaine Axel Clerget Alexandre Iddir Teddy Riner Shirine Boukli Amandine Buchard Sarah-Léonie Cysique Clarisse Agbegnenou Margaux Pinot Madeleine Malonga Romane Dicko | drużynowo   | N/A                 | N/A                     | Bye                       | Izrael · W 4-3       | Holandia · W 4-0          | N/A                 | Japonia · W 4-0     | złoto             | [ 55 ] |

### Kajakarstwo
| Zawodnik                                              | Konkurencja    | Eliminacje | Eliminacje | Ćwierćfinały | Ćwierćfinały | Półfinały | Półfinały | Finał A/B | Finał A/B  | Pozycja | Źródło |
| Zawodnik                                              | Konkurencja    | Czas       | Pozycja    | Czas         | Pozycja      | Czas      | Pozycja   | Czas      | Pozycja    | Pozycja | Źródło |
| ----------------------------------------------------- | -------------- | ---------- | ---------- | ------------ | ------------ | --------- | --------- | --------- | ---------- | ------- | ------ |
| Maxime Beaumont                                       | K-1 200 m (m)  | 35,259     | 2.         | N/A          | N/A          | 36,072    | 6.        | 35,998    | 1. Finał B | 9.      | [ 56 ] |
| Étienne Hubert                                        | K-1 1000 m (m) | 3:45,072   | 4.         | 3:46,274     | 2.           | 3:27,319  | 6.        | 3:31,553  | 7. Finał B | 15.     | [ 56 ] |
| Guillaume Burger                                      | K-1 1000 m (m) | 3:53,241   | 4.         | 3:52,817     | 5.           | NQ        | NQ        | NQ        | NQ         | NQ      | [ 56 ] |
| Étienne Hubert Guillaume Burger                       | K-2 1000 m (m) | 3:29,296   | 5.         | 3:18,284     | 5.           | NQ        | NQ        | 3:32,690  | 7.         | 15.     | [ 56 ] |
| Adrien Bart                                           | C-1 1000 m (m) | 4:03,771   | 2.         | N/A          | N/A          | 4:04,026  | 1.        | 4:06,171  | 4. Finał A | 4.      | [ 56 ] |
| Léa Jamelot                                           | K-1 200 m (k)  | 43,589     | 6.         | 43,338       | 4.           | NQ        | NQ        | NQ        | NQ         | NQ      | [ 56 ] |
| Vanina Paoletti                                       | K-1 200 m (k)  | 42,334     | 3.         | 43,163       | 4.           | NQ        | NQ        | NQ        | NQ         | NQ      | [ 56 ] |
| Manon Hostens                                         | K-1 500 m (k)  | 1:53,668   | 6.         | 1:54,095     | 2.           | 1:57,394  | 6.        | 1:58,133  | 7. Finał C | 23.     | [ 56 ] |
| Manon Hostens Sarah Guyot                             | K-2 500 m (k)  | 1:45,533   | 2.         | N/A          | N/A          | 1:38,632  | 3.        | 1:40,329  | 7. Finał A | 7.      | [ 56 ] |
| Manon Hostens Vanina Paoletti Sarah Guyot Léa Jamelot | K-4 500 m (k)  | 1:39,032   | 5.         | 1:37,138     | 4.           | 1:38,202  | 5.        | 1:38,346  | 1. Finał B | 9.      | [ 56 ] |

### Kajakarstwo górskie
| Zawodnik           | Konkurencja | Eliminacje | Eliminacje | Eliminacje | Eliminacje | Eliminacje | Eliminacje | Półfinały | Półfinały | Finał  | Finał   | Pozycja | Źródło |
| Zawodnik           | Konkurencja | P 1        | M.         | P 2        | M.         | Razem      | M.         | Czas      | Miejsce   | Czas   | Miejsce | Pozycja | Źródło |
| ------------------ | ----------- | ---------- | ---------- | ---------- | ---------- | ---------- | ---------- | --------- | --------- | ------ | ------- | ------- | ------ |
| Boris Neveu        | K-1 (m)     | 147,12     | 21.        | 91,78      | 5.         | 91,78      | 5.         | 94,86     | 2.        | 101,18 | 7.      | 7.      | [ 57 ] |
| Martin Thomas      | C-1 (m)     | 100,75     | 7.         | 102,83     | 7.         | 102,75     | 9.         | 100,65    | 1.        | 104,98 | 5.      | 5.      | [ 57 ] |
| Marie-Zélia Lafont | K-1 (k)     | 121,48     | 19.        | 110,25     | 11.        | 110,25     | 13.        | 115,81    | 14.       | NQ     | NQ      | 14.     | [ 57 ] |
| Marjorie Delassus  | C-1 (k)     | 121,74     | 12.        | 167,47     | 20.        | 121,74     | 17.        | 117,71    | 5.        | 115,93 | 4.      | 4.      | [ 57 ] |

### Karate
| Zawodnik          | Konkurencja   | Eliminacje | Eliminacje | Eliminacje | Eliminacje | Eliminacje | Finał | Pozycja | Źródło |
| Zawodnik          | Konkurencja   | 1 kata     | 2 kata     | Średnia    | 3 kata     | Wynik      | Finał | Pozycja | Źródło |
| ----------------- | ------------- | ---------- | ---------- | ---------- | ---------- | ---------- | ----- | ------- | ------ |
| Alexandra Feracci | kata mężczyzn | 24,32      | 24,48      | 24,40      | NQ         | NQ         | NQ    | 7.      | [ 58 ] |

| Zawodnik        | Konkurencja       | Faza grupowa     | Faza grupowa     | Faza grupowa     | Faza grupowa     | Faza grupowa | Półfinały        | Finał            | Finał   | Źródło                                           |
| Zawodnik        | Konkurencja       | Przeciwnik Wynik | Przeciwnik Wynik | Przeciwnik Wynik | Przeciwnik Wynik | Pozycja      | Przeciwnik Wynik | Przeciwnik Wynik | Pozycja | Źródło                                           |
| --------------- | ----------------- | ---------------- | ---------------- | ---------------- | ---------------- | ------------ | ---------------- | ---------------- | ------- | ------------------------------------------------ |
| Steven Da Costa | do 67 kg mężczyzn | Derafshipour 4:0 | Al-Masatfa 4:7   | Kalniņš 11:2     | Madera 2:0       | 2.           | Assadilov 5:2    | Şamdan 5:0       | złoto   | [ 59 ] [ 60 ] [ 61 ] [ 62 ] [ 63 ] [ 64 ] [ 65 ] |
| Leïla Heurtault | do 61 kg kobiet   | Garcés 0:8       | Someya 3:6       | Yin Xiaoyan 0:1  | Çoban 2:0        | 5.           | NQ               | NQ               | 9.      | [ 66 ] [ 67 ] [ 68 ] [ 69 ] [ 70 ]               |

### Kolarstwo

#### Kolarstwo szosowe
| Zawodnik         | Konkurencja                    | Czas     | Pozycja | Źródło |
| ---------------- | ------------------------------ | -------- | ------- | ------ |
| Benoît Cosnefroy | wyścig ze startu wspólnego (m) | 6:16:53  | 57.     | [ 71 ] |
| Kenny Elissonde  | wyścig ze startu wspólnego (m) | 6:15:38  | 38.     | [ 71 ] |
| David Gaudu      | wyścig ze startu wspólnego (m) | 6:06:33  | 7.      | [ 71 ] |
| Guillaume Martin | wyścig ze startu wspólnego (m) | 6:11:46  | 27.     | [ 71 ] |
| Rémi Cavagna     | wyścig ze startu wspólnego (m) | DNF      | DNF     | [ 71 ] |
| Rémi Cavagna     | jazda indywidualna na czas (m) | 58:39,06 | 17.     | [ 71 ] |
| Juliette Labous  | wyścig ze startu wspólnego (k) | 3:56:07  | 30.     | [ 72 ] |
| Juliette Labous  | jazda indywidualna na czas (k) | 32:42,14 | 9.      | [ 72 ] |

#### Kolarstwo torowe
Sprint
| Zawodnik                                     | Konkurencja       | Kwalifikacje  | Kwalifikacje    | Runda 1            | Repasaże 1 Runda            | Runda 2               | Repasaże 2 Runda      | Runda 3               | Repasaże 3 Runda      | Ćwierćfinały    | Półfinały              | Finał              | Finał   | Źródło |
| Zawodnik                                     | Konkurencja       | Czas Prędkość | Przeciwnik Czas | Pozycja            | Przeciwnik Czas             | Przeciwnik Czas       | Przeciwnik Czas       | Przeciwnik Czas       | Przeciwnik Czas       | Przeciwnik Czas | Przeciwnik Czas        | Przeciwnik Czas    | Pozycja | Źródło |
| -------------------------------------------- | ----------------- | ------------- | --------------- | ------------------ | --------------------------- | --------------------- | --------------------- | --------------------- | --------------------- | --------------- | ---------------------- | ------------------ | ------- | ------ |
| Sébastien Vigier                             | indywidualnie (m) | 9,551 75,385  | 10.             | Barrette 10,182    | N/A                         | Webster 9,883         | Jair Tjon En Fa 9,900 | Carlin 10,134         | Webster Sahrom 10,169 | Hoogland 0-2    | Levy Paul Kenny 10,523 | NQ                 | 7.      | [ 74 ] |
| Rayan Helal                                  | indywidualnie (m) | 9,669 74,465  | 20.             | Dmitrijew + 10,338 | Bötticher Richardson 10,062 | NQ                    | NQ                    | NQ                    | NQ                    | NQ              | NQ                     | NQ                 | 21.     | [ 74 ] |
| Mathilde Gros                                | indywidualnie (k) | 10,400 69,231 | 4.              | Lee Hye-jin 11,216 | N/A                         | Yuka Kobayashi 11,292 | Lee Wai Sze 11,220    | Genest Wojnowa 10,969 | NQ                    | NQ              | NQ                     | NQ                 | 9.      | [ 75 ] |
| Coralie Demay                                | indywidualnie (k) | 11,849 60,765 | 29.             | NQ                 | NQ                          | NQ                    | NQ                    | NQ                    | NQ                    | NQ              | NQ                     | NQ                 | 29.     | [ 75 ] |
| Florian Grengbo Sébastien Vigier Rayan Helal | drużynowo (m)     | 42,722        | 4.              | N/A                | N/A                         | N/A                   | N/A                   | N/A                   | N/A                   | N/A             | Nowa Zelandia · 42,294 | Australia · 42,331 | brąz    | [ 74 ] |

Keirin
| Zawodnik         | Konkurencja | Runda 1 | Repesaż | Ćwierćfinał | Półfinał | Finał   | Pozycja | Źródło |
| Zawodnik         | Konkurencja | Miejsce | Miejsce | Miejsce     | Miejsce  | Miejsce | Pozycja | Źródło |
| ---------------- | ----------- | ------- | ------- | ----------- | -------- | ------- | ------- | ------ |
| Rayan Helal      | mężczyźni   | 1.      | N/A     | 3.          | 4.       | 4.      | 10.     | [ 74 ] |
| Sébastien Vigier | mężczyźni   | 6.      | 4.      | NQ          | NQ       | NQ      | NQ      | [ 74 ] |
| Coralie Demay    | kobiety     | 5.      | 4.      | NQ          | NQ       | NQ      | NQ      | [ 75 ] |
| Mathilde Gros    | kobiety     | 6.      | 2.      | 5.          | NQ       | NQ      | NQ      | [ 75 ] |

Madison
| Zawodnik                        | Konkurencja | Punkty | Punkty  | Punkty  | Punkty  | Pozycja | Źródło |
| Zawodnik                        | Konkurencja | Sprint | Okr.pkt | Okr.pkt | Łącznie | Pozycja | Źródło |
| ------------------------------- | ----------- | ------ | ------- | ------- | ------- | ------- | ------ |
| Zawodnik                        | Konkurencja | Sprint | +       | -       | Łącznie | Pozycja | Źródło |
| Benjamin Thomas Donavan Grondin | mężczyźni   | 40     |         |         | 40      | brąz    | [ 74 ] |
| Clara Copponi Marie Le Net      | kobiety     | 19     |         |         | 19      | 5.      | [ 75 ] |

Omnium
| Zawodnik        | Konkurencja | Scratch | Scratch | Wyścig tempowy | Wyścig tempowy   | Wyścig tempowy | Wyścig eliminacyjny | Wyścig eliminacyjny | Wyścig punktowy | Wyścig punktowy | Wyścig punktowy | Suma punktów | Pozycja | Źródło |
| Zawodnik        | Konkurencja | Miejsce | Punkty  | Miejsce        | Punkty wyścigowe | Punkty         | Miejsce             | Punkty              | Sprint          | Okrążenia       | Miejsce         | Suma punktów | Pozycja | Źródło |
| --------------- | ----------- | ------- | ------- | -------------- | ---------------- | -------------- | ------------------- | ------------------- | --------------- | --------------- | --------------- | ------------ | ------- | ------ |
| Clara Copponi   | kobiety     | 13.     | 16      | 9.             | – 17             | 24             | 1.                  | 40                  | 5               |                 | 7.              | 85           | 8.      | [ 75 ] |
| Benjamin Thomas | mężczyźni   | 2.      | 38      | 2.             | 23               | 38             | 6.                  | 30                  | 12              |                 | 19.             | 118          | 4.      | [ 74 ] |

Wyścig na dochodzenie drużynowy
| Zawodnik                                                     | Konkurencja | Kwalifikacje | Kwalifikacje | Pierwsza runda    | Pierwsza runda | Finał                    | Finał | Źródło |
| Zawodnik                                                     | Konkurencja | Czas         | M.           | Przeciwnik Wynik  | M.             | Przeciwnik Wynik         | M.    | Źródło |
| ------------------------------------------------------------ | ----------- | ------------ | ------------ | ----------------- | -------------- | ------------------------ | ----- | ------ |
| Victoire Berteau Marion Borras Valentine Fortin Marie Le Net | kobiety     | 4:12,502     | 5.           | Kanada · 4:11,888 | 8.             | Nowa Zelandia · 4:10,600 | 7.    | [ 75 ] |

#### Kolarstwo górskie
| Zawodnik               | Konkurencja       | Czas    | Pozycja | Źródło |
| ---------------------- | ----------------- | ------- | ------- | ------ |
| Loana Lecomte          | cross-country (k) | 1:18:43 | 6.      | [ 76 ] |
| Pauline Ferrand-Prévot | cross-country (k) | 1:20:18 | 10.     | [ 76 ] |
| Victor Koretzky        | cross-country (m) | 1:26:00 | 5.      | [ 77 ] |
| Jordan Sarrou          | cross-country (m) | 1:26:50 | 9.      | [ 77 ] |

#### Kolarstwo BMX
Wyścig
| Zawodnik        | Konkurencja | Ćwierćfinał | Ćwierćfinał | Półfinał | Półfinał | Finał  | Finał   | Pozycja | Źródło |
| Zawodnik        | Konkurencja | Wynik       | Miejsce     | Wynik    | Miejsce  | Wynik  | Miejsce | Pozycja | Źródło |
| --------------- | ----------- | ----------- | ----------- | -------- | -------- | ------ | ------- | ------- | ------ |
| Axelle Étienne  | kobiety     | 9           | 3.          | 11       | 3.       | 45,853 | 7.      | 7.      | [ 78 ] |
| Manon Valentino | kobiety     | 15          | 5.          | NQ       | NQ       | NQ     | NQ      | 20.     | [ 78 ] |
| Sylvain André   | mężczyźni   | 3           | 1.          | 11       | 3.       | 40,676 | 4       | 4.      | [ 79 ] |
| Romain Mahieu   | mężczyźni   | 10          | 3.          | 4        | 1.       | 41,952 | 6.      | 6.      | [ 79 ] |
| Joris Daudet    | mężczyźni   | 3           | 1.          | 8        | 3.       | DNF    | DNF     | 7.      | [ 79 ] |

Freestyle
| Zawodnik         | Konkurencja        | Eliminacje | Eliminacje | Eliminacje | Eliminacje | Finał      | Finał      | Finał | Pozycja | Źródło |
| Zawodnik         | Konkurencja        | Przejazd 1 | Przejazd 2 | Średnia    | Miejsce    | Przejazd 1 | Przejazd 2 | Wynik | Pozycja | Źródło |
| ---------------- | ------------------ | ---------- | ---------- | ---------- | ---------- | ---------- | ---------- | ----- | ------- | ------ |
| Anthony Jeanjean | freestyle mężczyzn | 83,00      | 86,30      | 84,65      | 4.         | 78,20      | 51,20      | 78,20 | 7.      | [ 80 ] |

### Koszykówka
Turniej kobiet
- Reprezentacja kobiet

| - Marine Fauthoux - Nwal-Endéné Miyem - Alexia Chartereau - Sandrine Gruda - Helena Ciak - Sarah Michel |  | - Valériane Vukosavljević - Iliana Rupert - Gabby Williams - Marine Johannès - Alix Duchet - Diandra Tchatchouang |

| Drużyna    | Konkurencja | Faza grupowa     | Faza grupowa     | Faza grupowa            | Faza grupowa | Ćwierćfinały     | Półfinały        | Finał            | Pozycja | Źródło        |
| Drużyna    | Konkurencja | Przeciwnik Wynik | Przeciwnik Wynik | Przeciwnik Wynik        | Pozycja      | Przeciwnik Wynik | Przeciwnik Wynik | Przeciwnik Wynik | Pozycja | Źródło        |
| ---------- | ----------- | ---------------- | ---------------- | ----------------------- | ------------ | ---------------- | ---------------- | ---------------- | ------- | ------------- |
| brak flagi | kobiety     | Japonia 70-74    | Nigeria 87-62    | Stany Zjednoczone 82-93 | 3.           | Hiszpania 67-64  | Japonia 71-87    | Serbia 91-76     | brąz    | [ 81 ] [ 82 ] |

Turniej mężczyzn
- Reprezentacja mężczyzn

| - Frank Ntilikina - Timothé Luwawu-Cabarrot - Thomas Heurtel - Nicolas Batum - Guerschon Yabusele - Evan Fournier |  | - Nando De Colo - Vincent Poirier - Andrew Albicy - Rudy Gobert - Petr Cornelie - Moustapha Fall |

| Drużyna | Konkurencja | Faza grupowa            | Faza grupowa     | Faza grupowa     | Faza grupowa | Ćwierćfinały     | Półfinały        | Finał                   | Pozycja | Źródło        |
| Drużyna | Konkurencja | Przeciwnik Wynik        | Przeciwnik Wynik | Przeciwnik Wynik | Pozycja      | Przeciwnik Wynik | Przeciwnik Wynik | Przeciwnik Wynik        | Pozycja | Źródło        |
| ------- | ----------- | ----------------------- | ---------------- | ---------------- | ------------ | ---------------- | ---------------- | ----------------------- | ------- | ------------- |
| Francja | mężczyźni   | Stany Zjednoczone 83-76 | Czechy 97-77     | Iran 79-62       | 1.           | Włochy 84-75     | Słowenia 90-89   | Stany Zjednoczone 82-87 | srebro  | [ 83 ] [ 84 ] |

3 × 3
| Drużyna                                                 | Konkurencja | Faza grupowa            | Faza grupowa     | Faza grupowa     | Faza grupowa     | Faza grupowa     | Faza grupowa                      | Faza grupowa     | Faza grupowa | Ćwierćfinały     | Półfinały               | Finał            | Pozycja | Źródło        |
| Drużyna                                                 | Konkurencja | Przeciwnik Wynik        | Przeciwnik Wynik | Przeciwnik Wynik | Przeciwnik Wynik | Przeciwnik Wynik | Przeciwnik Wynik                  | Przeciwnik Wynik | Pozycja      | Przeciwnik Wynik | Przeciwnik Wynik        | Przeciwnik Wynik | Pozycja | Źródło        |
| ------------------------------------------------------- | ----------- | ----------------------- | ---------------- | ---------------- | ---------------- | ---------------- | --------------------------------- | ---------------- | ------------ | ---------------- | ----------------------- | ---------------- | ------- | ------------- |
| Ana Filip Laëtitia Guapo Marie-Ève Paget Mamignan Touré | 3×3 kobiet  | Stany Zjednoczone 10-17 | Włochy 19-16     | Japonia 15-19    | Chiny 13-20      | Mongolia 22-18   | Rosyjski Komitet Olimpijski 17-14 | Rumunia 22-12    | 5.           | Japonia 16-14    | Stany Zjednoczone 16-18 | Chiny 14-16      | 4.      | [ 85 ] [ 86 ] |

### Lekkoatletyka
Konkurencje biegowe
| Zawodnik                                                            | Konkurencja               | Eliminacje | Eliminacje | Półfinał | Półfinał | Finał    | Finał   | Źródło  |
| Zawodnik                                                            | Konkurencja               | Wynik      | Miejsce    | Wynik    | Miejsce  | Wynik    | Miejsce | Źródło  |
| ------------------------------------------------------------------- | ------------------------- | ---------- | ---------- | -------- | -------- | -------- | ------- | ------- |
| Jimmy Vicaut                                                        | 100 m (m)                 | 10,07      | 2.         | 10,11    | 5.       | NQ       | NQ      | [ 87 ]  |
| Gabriel Tual                                                        | 800 m (m)                 | 1:45,63    | 3.         | 1:44,28  | 3.       | 1:46,03  | 7.      | [ 88 ]  |
| Pierre-Ambroise Bosse                                               | 800 m (m)                 | 1:45,97    | 6.         | 1:48,62  | 6.       | NQ       | NQ      | [ 88 ]  |
| Benjamin Robert                                                     | 800 m (m)                 | 1:47,12    | 5.         | NQ       | NQ       | NQ       | NQ      | [ 88 ]  |
| Alexis Miellet                                                      | 1500 m (m)                | 3:41,23    | 14.        | NQ       | NQ       | NQ       | NQ      | [ 89 ]  |
| Azeddine Habz                                                       | 1500 m (m)                | 3:41,24    | 4.         | 3:35,12  | 10.      | NQ       | NQ      | [ 89 ]  |
| Baptiste Mischler                                                   | 1500 m (m)                | 3:37,53    | 11.        | NQ       | NQ       | NQ       | NQ      | [ 89 ]  |
| Hugo Hay                                                            | 5 000 m (m)               | 13:39,95   | 7.         | N/A      | N/A      | NQ       | NQ      | [ 90 ]  |
| Jimmy Gressier                                                      | 5 000 m (m)               | 13:33,47   | 9.         | N/A      | N/A      | 13:11,33 | 13.     | [ 90 ]  |
| Morhad Amdouni                                                      | 10 000 m (m)              | N/A        | N/A        | N/A      | N/A      | 27:53,58 | 10.     | [ 91 ]  |
| Wilhem Belocian                                                     | 110 m przez płotki(m)     | DSQ        | DSQ        | NQ       | NQ       | NQ       | NQ      | [ 92 ]  |
| Aurel Manga                                                         | 110 m przez płotki(m)     | 13,24      | 1.         | 13,24    | 2.       | 13,38    | 8.      | [ 92 ]  |
| Pascal Martinot-Lagarde                                             | 110 m przez płotki(m)     | 13,37      | 2.         | 13,25    | 2.       | 13,16    | 5.      | [ 92 ]  |
| Ludvy Vaillant                                                      | 400 m przez płotki (m)    | 49,23      | 5.         | 49,02    | 7.       | NQ       | NQ      | [ 93 ]  |
| Wilfried Happio                                                     | 400 m przez płotki (m)    | 49,39      | 5.         | 49,49    | 7.       | NQ       | NQ      | [ 93 ]  |
| Djilali Bedrani                                                     | 3000 m z przeszkodami (m) | 8:20,23    | 7.         | N/A      | N/A      | NQ       | NQ      | [ 94 ]  |
| Louis Gilavert                                                      | 3000 m z przeszkodami (m) | 8:36,35    | 12.        | N/A      | N/A      | NQ       | NQ      | [ 94 ]  |
| Alexis Phelut                                                       | 3000 m z przeszkodami (m) | 8:19,36    | 3.         | N/A      | N/A      | 8:23,14  | 12.     | [ 94 ]  |
| Nicolás Navarro                                                     | maraton (m)               | N/A        | N/A        | N/A      | N/A      | 2:12:50  | 12.     | [ 95 ]  |
| Morhad Amdouni                                                      | maraton (m)               | N/A        | N/A        | N/A      | N/A      | 2:14:33  | 17.     | [ 95 ]  |
| Hassan Chahdi                                                       | maraton (m)               | N/A        | N/A        | N/A      | N/A      | 2:18:40  | 45.     | [ 95 ]  |
| Mouhamadou Fall Jimmy Vicaut Méba-Mickaël Zeze Ryan Zeze            | sztafeta 4 × 100 m (m)    | 38,18      | 3.         | N/A      | N/A      | NQ       | NQ      | [ 96 ]  |
| Thomas Jordier Muhammad Abdallah Kounta Ludovic Ouceni Gilles Biron | sztafeta 4 × 400 m (m)    | 3:00,81    | 6.         | N/A      | N/A      | NQ       | NQ      | [ 97 ]  |
| Kévin Campion                                                       | chód na 20 km (m)         | N/A        | N/A        | N/A      | N/A      | 1:23:53  | 16.     | [ 98 ]  |
| Gabriel Bordier                                                     | chód na 20 km (m)         | N/A        | N/A        | N/A      | N/A      | 1:25:23  | 24.     | [ 98 ]  |
| Yohann Diniz                                                        | chód na 50 km (m)         | N/A        | N/A        | N/A      | N/A      | DNF      | DNF     | [ 99 ]  |
| Gémima Joseph                                                       | 200 m (k)                 | 22,94      | 3.         | 23,19    | 7.       | NQ       | NQ      | [ 100 ] |
| Amandine Brossier                                                   | 400 m (k)                 | 51,65      | 2.         | 51,30    | 6.       | NQ       | NQ      | [ 101 ] |
| Rénelle Lamote                                                      | 800 m (k)                 | 2:01,92    | 1.         | 1:59,40  | 5.       | NQ       | NQ      | [ 102 ] |
| Laura Valette                                                       | 100 m przez płotki (k)    | 14,52      | 8.         | NQ       | NQ       | NQ       | NQ      | [ 103 ] |
| Susan Jeptooo Kipsang                                               | maraton (k)               | N/A        | N/A        | N/A      | N/A      | 2:36:29  | 38.     | [ 104 ] |
| Carolle Zahi Orlann Ombissa-Dzangue Gémima Joseph Cynthia Leduc     | sztafeta 4 × 100 m (k)    | 42,68      | 4.         | N/A      | N/A      | 42,89    | 7.      | [ 105 ] |
| Sokhna Lacoste Amandine Brossier Brigitte Ntiamoah Floria Gueï      | sztafeta 4 × 400 m (k)    | 3:25,07    | 5.         | N/A      | N/A      | NQ       | NQ      | [ 106 ] |

Konkurencje techniczne
| Zawodnik             | Konkurencja       | Kwalifikacje | Kwalifikacje | Finał | Finał   | Źródło  |
| Zawodnik             | Konkurencja       | Wynik        | Miejsce      | Wynik | Miejsce | Źródło  |
| -------------------- | ----------------- | ------------ | ------------ | ----- | ------- | ------- |
| Lolassonn Djouhan    | rzut dyskiem (m)  | 64,74        | 21.          | NQ    | NQ      | [ 107 ] |
| Augustin Bey         | skok w dal (m)    | NM           | –            | NQ    | NQ      | [ 108 ] |
| Melvin Raffin        | trójskok (m)      | 16,83        | 11.          | NM    | 12.     | [ 109 ] |
| Benjamin Compaoré    | trójskok (m)      | 16,59        | 19.          | NQ    | NQ      |         |
| Jean-Marc Pontvianne | trójskok (m)      | NM           | –            | NQ    | NQ      |         |
| Quentin Bigot        | rzut młotem (m)   | 78,73        | 5.           | 79,39 | 5.      | [ 110 ] |
| Renaud Lavillenie    | skok o tyczce (m) | 5,75         | 6.           | 5,70  | 8.      | [ 111 ] |
| Valentin Lavillenie  | skok o tyczce (m) | 5,65         | 17.          | NQ    | NQ      | [ 111 ] |
| Ethan Cormont        | skok o tyczce (m) | 5,50         | 22.          | NQ    | NQ      | [ 111 ] |
| Alexandra Tavernier  | rzut młotem (k)   | 73,51        | 5.           | 74,41 | 4.      | [ 112 ] |
| Mélina Robert-Michon | rzut dyskiem (k)  | 60,88        | 15.          | NQ    | NQ      | [ 113 ] |
| Yanis David          | skok w dal (k)    | 6,27         | 23.          | NQ    | NQ      | [ 114 ] |
| Rouguy Diallo        | trójskok (k)      | 14,29        | 10.          | 14,38 | 9.      | [ 115 ] |

Wieloboje
Dziesięciobój
| Zawodnik    | Konkurencja | 100 m | LJ   | SP    | HJ   | 400 m | 110H  | DT    | PV   | JT    | 1500 m  | Razem | Pozycja | Źródło  |
| ----------- | ----------- | ----- | ---- | ----- | ---- | ----- | ----- | ----- | ---- | ----- | ------- | ----- | ------- | ------- |
| Kévin Mayer | Rezultat    | 10,68 | 7,50 | 15,07 | 2,08 | 50,31 | 13,90 | 48,08 | 5,20 | 73,09 | 4:43,17 | 8726  | srebro  | [ 116 ] |
| Kévin Mayer | Punkty      | 933   | 935  | 794   | 878  | 800   | 987   | 830   | 972  | 9737  | 660     | 8726  | srebro  | [ 116 ] |

### Łucznictwo
| Zawodnik                                             | Konkurencja       | Runda rankingowa | Runda rankingowa | 1/32               | 1/16              | 1/8                       | Ćwierćfinały            | Półfinały        | Finał            | Finał   | Źródło                  |
| Zawodnik                                             | Konkurencja       | Wynik            | Miejsce          | Przeciwnik Wynik   | Przeciwnik Wynik  | Przeciwnik Wynik          | Przeciwnik Wynik        | Przeciwnik Wynik | Przeciwnik Wynik | Pozycja | Źródło                  |
| ---------------------------------------------------- | ----------------- | ---------------- | ---------------- | ------------------ | ----------------- | ------------------------- | ----------------------- | ---------------- | ---------------- | ------- | ----------------------- |
| Pierre Plihon                                        | indywidualnie (m) | 653              | 36.              | Williams W 6-4     | Kim Woo-jin P 2-6 | NQ                        | NQ                      | NQ               | NQ               | 17.     | [ 117 ] [ 118 ] [ 119 ] |
| Thomas Chirault                                      | indywidualnie (m) | 648              | 51.              | Broeksma P 4-6     | NQ                | NQ                        | NQ                      | NQ               | NQ               | 33.     | [ 117 ] [ 118 ] [ 119 ] |
| Jean-Charles Valladont                               | indywidualnie (m) | 640              | 8.               | van den Berg P 3-7 | NQ                | NQ                        | NQ                      | NQ               | NQ               | 33.     | [ 117 ] [ 118 ] [ 119 ] |
| Lisa Barbelin                                        | indywidualnie (k) | 654              | 13.              | Andreoli W 2-6     | Schloesser W 6-0  | Valencia P 0-6            | NQ                      | NQ               | NQ               | 9.      | [ 120 ] [ 121 ] [ 122 ] |
| Jean-Charles Valladont Pierre Plihon Thomas Chirault | drużynowo (m)     | 1941             | 12.              | N/A                | N/A               | Stany Zjednoczone · P 0-6 | NQ                      | NQ               | NQ               | 9.      | [ 123 ] [ 124 ]         |
| Pierre Plihon Lisa Barbelin                          | mikst             | 1307             | 14.              | N/A                | N/A               | Muto Yamauchi W 5-3       | Wijler Schloesser P 4-5 | NQ               | NQ               | 5.      | [ 125 ] [ 126 ]         |

### Pięciobój nowoczesny
| Zawodnik        | Konkurencja | Szermierka      | Szermierka | Szermierka | Pływanie | Pływanie | Pływanie | Jazda konna | Jazda konna | Kombinacja: strzelanie/bieg przełajowy | Kombinacja: strzelanie/bieg przełajowy | Kombinacja: strzelanie/bieg przełajowy | Suma punktów | Pozycja | Źródło  |
| Zawodnik        | Konkurencja | Wynik (wygrane) | M.         | Punkty     | Czas     | M.       | Punkty   | M.          | Punkty      | Czas                                   | M.                                     | Punkty                                 | Suma punktów | Pozycja | Źródło  |
| --------------- | ----------- | --------------- | ---------- | ---------- | -------- | -------- | -------- | ----------- | ----------- | -------------------------------------- | -------------------------------------- | -------------------------------------- | ------------ | ------- | ------- |
| Élodie Clouvel  | kobiety     | 16              | 24.        | 196        | 2:07,51  | 3.       | 295      | 2.          | 274         | 12:17,78                               | 10.                                    | 563                                    | 1347         | 6.      | [ 127 ] |
| Marie Oteiza    | kobiety     | 19              | 13.        | 215        | 2:10,15  | 13.      | 290      | 13.         | 293         | 12:44,75                               | 19.                                    | 536                                    | 1334         | 10.     | [ 127 ] |
| Valentin Prades | mężczyźni   | 19              | 11.        | 217        | 2:00,73  | 13.      | 309      | 26.         | 270         | 10:38,89                               | 3.                                     | 662                                    | 1458         | 7.      | [ 128 ] |
| Valentin Belaud | mężczyźni   | 18              | 13.        | 212        | 2:04,13  | 23.      | 302      | 9.          | 293         | 11:05,74                               | 9.                                     | 635                                    | 1442         | 11.     | [ 128 ] |

### Piłka nożna
Turniej mężczyzn
- Reprezentacja mężczyzn

| - Paul Bernardoni - Pierre Kalulu - Melvin Bard - Timothée Pembélé - Niels Nkounkou - Lucas Tousart - Arnaud Nordin - Enzo Le Fée - Nathanaël Mbuku - André-Pierre Gignac - Téji Savanier |  | - Alexis Beka Beka - Clément Michelin - Florian Thauvin - Modibo Sagnan - Stefan Bajic - Anthony Caci - Randal Kolo Muani - Ismaël Doukouré - Isaac Lihadji - Dimitry Bertaud |

| Drużyna | Konkurencja      | Faza grupowa     | Faza grupowa          | Faza grupowa     | Faza grupowa | Ćwierćfinały     | Półfinały        | Finał mecz o 3. miejsce | Pozycja | Źródło  |
| Drużyna | Konkurencja      | Przeciwnik Wynik | Przeciwnik Wynik      | Przeciwnik Wynik | Pozycja      | Przeciwnik Wynik | Przeciwnik Wynik | Przeciwnik Wynik        | Pozycja | Źródło  |
| ------- | ---------------- | ---------------- | --------------------- | ---------------- | ------------ | ---------------- | ---------------- | ----------------------- | ------- | ------- |
| Francja | turniej mężczyzn | Meksyk 1:4       | Południowa Afryka 4:3 | Japonia 0:4      | 3.           | NQ               | NQ               | NQ                      | 13.     | [ 129 ] |

### Piłka ręczna
Turniej kobiet
- Reprezentacja kobiet

| - Méline Nocandy - Blandine Dancette - Pauline Coatanea - Chloé Valentini - Allison Pineau - Coralie Lassource - Grâce Zaadi - Amandine Leynaud |  | - Kalidiatou Niakaté - Cléopatre Darleux - Océane Sercien-Ugolin - Laura Flippes - Béatrice Edwige - Pauletta Foppa - Estelle Nze Minko - Alexandra Lacrabère |

| Drużyna | Konkurencja    | Faza grupowa     | Faza grupowa     | Faza grupowa     | Faza grupowa                      | Faza grupowa     | Faza grupowa | Ćwierćfinały     | Półfinały        | Finał mecz o 3. miejsce           | Pozycja | Źródło          |
| Drużyna | Konkurencja    | Przeciwnik Wynik | Przeciwnik Wynik | Przeciwnik Wynik | Przeciwnik Wynik                  | Przeciwnik Wynik | Pozycja      | Przeciwnik Wynik | Przeciwnik Wynik | Przeciwnik Wynik                  | Pozycja | Źródło          |
| ------- | -------------- | ---------------- | ---------------- | ---------------- | --------------------------------- | ---------------- | ------------ | ---------------- | ---------------- | --------------------------------- | ------- | --------------- |
| Francja | turniej kobiet | Węgry 30:29      | Hiszpania 25:28  | Szwecja 28:28    | Rosyjski Komitet Olimpijski 27:28 | Brazylia 29:22   | 3.           | Holandia 32:22   | Szwecja 29:27    | Rosyjski Komitet Olimpijski 30:25 | złoto   | [ 130 ] [ 131 ] |

Turniej mężczyzn
- Reprezentacja mężczyzn

| - Nedim Remili - Romain Lagarde - Melvyn Richardson - Dika Mem - Nicolas Tournat - Vincent Gérard - Nikola Karabatić - Kentin Mahé |  | - Yann Genty - Timothey N’Guessan - Luc Abalo - Michaël Guigou - Luka Karabatić - Ludovic Fabregas - Hugo Descat - Valentin Porte |

| Drużyna | Konkurencja      | Faza grupowa     | Faza grupowa     | Faza grupowa     | Faza grupowa     | Faza grupowa     | Faza grupowa | Ćwierćfinały     | Półfinały        | Finał mecz o 3. miejsce | Pozycja | Źródło          |
| Drużyna | Konkurencja      | Przeciwnik Wynik | Przeciwnik Wynik | Przeciwnik Wynik | Przeciwnik Wynik | Przeciwnik Wynik | Pozycja      | Przeciwnik Wynik | Przeciwnik Wynik | Przeciwnik Wynik        | Pozycja | Źródło          |
| ------- | ---------------- | ---------------- | ---------------- | ---------------- | ---------------- | ---------------- | ------------ | ---------------- | ---------------- | ----------------------- | ------- | --------------- |
| Francja | turniej mężczyzn | Argentyna 33:27  | Brazylia 34:29   | Niemcy 30:29     | Hiszpania 36:31  | Norwegia 29:32   | 1.           | Bahrajn 42:28    | Egipt 27:23      | Dania 25:23             | złoto   | [ 132 ] [ 133 ] |

### Pływanie
| Zawodnik                                                          | Konkurencja                     | Eliminacje | Eliminacje | Półfinał | Półfinał | Finał     | Finał   | Źródło                  |
| Zawodnik                                                          | Konkurencja                     | Czas       | Miejsce    | Czas     | Miejsce  | Czas      | Miejsce | Źródło                  |
| ----------------------------------------------------------------- | ------------------------------- | ---------- | ---------- | -------- | -------- | --------- | ------- | ----------------------- |
| Florent Manaudou                                                  | 50 m dowolnym (m)               | 21,65      | 2.         | 21,53    | 2.       | 21,55     | srebro  | [ 134 ] [ 135 ] [ 136 ] |
| Maxime Grousset                                                   | 50 m dowolnym (m)               | 21,97      | 15.        | 21,87    | 12.      | NQ        | NQ      | [ 134 ] [ 135 ] [ 136 ] |
| Maxime Grousset                                                   | 100 m dowolnym (m)              | 48,25      | 12.        | 47,82    | 8.       | 47,72     | 4.      | [ 137 ] [ 138 ] [ 139 ] |
| Mehdy Metella                                                     | 100 m dowolnym (m)              | 48,68      | 23.        | NQ       | NQ       | NQ        | NQ      | [ 137 ] [ 138 ] [ 139 ] |
| Jordan Pothain                                                    | 200 m dowolnym (m)              | 1:46,75    | 20.        | NQ       | NQ       | NQ        | NQ      | [ 140 ] [ 141 ] [ 142 ] |
| Jonathan Atsu                                                     | 200 m dowolnym (m)              | 1:47,75    | 28.        | NQ       | NQ       | NQ        | NQ      | [ 140 ] [ 141 ] [ 142 ] |
| David Aubry                                                       | 400 m dowolnym (m)              | 3:55,01    | 28.        | N/A      | N/A      | NQ        | NQ      | [ 143 ] [ 144 ]         |
| David Aubry                                                       | 800 m dowolnym (m)              | 8:00,16    | 29.        | N/A      | N/A      | NQ        | NQ      | [ 145 ] [ 146 ]         |
| Yohann Ndoye Brouard                                              | 100 m grzbietowym (m)           | 53,13      | 6.         | DSQ      | DSQ      | NQ        | NQ      | [ 147 ] [ 148 ] [ 149 ] |
| Mewen Tomac                                                       | 100 m grzbietowym (m)           | 53,49      | 10.        | 53,62    | 14.      | NQ        | NQ      | [ 147 ] [ 148 ] [ 149 ] |
| Yohann Ndoye Brouard                                              | 200 m grzbietowym (m)           | 1:57,96    | 17.        | 1:56,83  | 9.       | NQ        | NQ      | [ 150 ] [ 151 ] [ 152 ] |
| Mewen Tomac                                                       | 200 m grzbietowym (m)           | 1:59,02    | 25.        | NQ       | NQ       | NQ        | NQ      | [ 150 ] [ 151 ] [ 152 ] |
| Théo Bussière                                                     | 100 m klasycznym (m)            | 1:00,75    | 33.        | NQ       | NQ       | NQ        | NQ      | [ 153 ] [ 154 ] [ 155 ] |
| Antoine Viquerat                                                  | 200 m klasycznym (m)            | 2:09,54    | 12.        | 2:09,97  | 12.      | NQ        | NQ      | [ 156 ] [ 157 ] [ 158 ] |
| Mehdy Metella                                                     | 100 m motylkowym (m)            | 51,53      | 10.        | 51,32    | 9.       | NQ        | NQ      | [ 159 ] [ 160 ] [ 161 ] |
| Léon Marchand                                                     | 200 m motylkowym (m)            | 1:55,85    | 15.        | 1:55,68  | 14.      | NQ        | NQ      | [ 162 ] [ 163 ] [ 164 ] |
| Léon Marchand                                                     | 200 m zmiennym (m)              | 1:58,30    | 18.        | NQ       | NQ       | NQ        | NQ      | [ 165 ] [ 166 ] [ 167 ] |
| Léon Marchand                                                     | 400 m zmiennym (m)              | 4:10,09    | 7.         | N/A      | N/A      | 4:11,16   | 6.      | [ 168 ] [ 169 ]         |
| Marc-Antoine Olivier                                              | 10 km (m)                       | N/A        | N/A        | N/A      | N/A      | 1:50:23,0 | 6.      | [ 170 ]                 |
| David Aubry                                                       | 10 km (m)                       | N/A        | N/A        | N/A      | N/A      | DNF       | DNF     | [ 170 ]                 |
| Clément Mignon Maxime Grousset Charles Rihoux Mehdy Metella       | sztafeta 4 × 100 m dowolnym (m) | 3:12,35    | 4.         | N/A      | N/A      | 3:11,09   | 6.      | [ 171 ] [ 172 ]         |
| Jordan Pothain Hadrien Salvan Enzo Tesic Jonathan Atsu            | sztafeta 4 × 200 m dowolnym (m) | 7:08,88    | 11.        | N/A      | N/A      | NQ        | NQ      | [ 173 ] [ 174 ]         |
| Yohann Ndoye Brouard Antoine Viquerat Léon Marchand Mehdy Metella | sztafeta 4 × 100 m zmiennym (m) | 3:33,41    | 10.        | N/A      | N/A      | NQ        | NQ      | [ 175 ] [ 176 ]         |
| Mélanie Henique                                                   | 50 m dowolnym (k)               | 24,69      | 13.        | 24,63    | 11.      | NQ        | NQ      | [ 177 ] [ 178 ] [ 179 ] |
| Marie Wattel                                                      | 50 m dowolnym (k)               | 24,82      | 18.        | 24,76    | 14.      | NQ        | NQ      | [ 177 ] [ 178 ] [ 179 ] |
| Marie Wattel                                                      | 100 m dowolnym (k)              | 53,71      | 16.        | 53,12    | 9.       | NQ        | NQ      | [ 180 ] [ 181 ] [ 182 ] |
| Charlotte Bonnet                                                  | 100 m dowolnym (k)              | 53,67      | 15.        | 54,10    | 15.      | NQ        | NQ      | [ 180 ] [ 181 ] [ 182 ] |
| Charlotte Bonnet                                                  | 200 m dowolnym (k)              | 1:56,88    | 10.        | 1:57,35  | 13.      | NQ        | NQ      | [ 183 ] [ 184 ] [ 185 ] |
| Béryl Gastaldello                                                 | 100 m grzbietowym (k)           | 1:00,69    | 23.        | NQ       | NQ       | NQ        | NQ      | [ 186 ] [ 187 ] [ 188 ] |
| Marie Wattel                                                      | 100 m motylkowym (k)            | 57,08      | 8.         | 56,16    | 2.       | 56,27     | 6.      | [ 189 ] [ 190 ] [ 191 ] |
| Cyrielle Duhamel                                                  | 200 m zmiennym (k)              | 2:11,11    | 11.        | 2:10,84  | 11.      | NQ        | NQ      | [ 192 ] [ 193 ] [ 194 ] |
| Fantine Lesaffre                                                  | 200 m zmiennym (k)              | 2:14,20    | 21.        | NQ       | NQ       | NQ        | NQ      | [ 192 ] [ 193 ] [ 194 ] |
| Fantine Lesaffre                                                  | 400 m zmiennym (k)              | 4:41,98    | 13.        | N/A      | N/A      | NQ        | NQ      | [ 195 ] [ 196 ]         |
| Lara Grangeon                                                     | 10 km (k)                       | N/A        | N/A        | N/A      | N/A      | 2:00:57,3 | 9.      | [ 197 ]                 |
| Béryl Gastaldello Charlotte Bonnet Margaux Fabre Anouchka Martin  | sztafeta 4 × 100 m dowolnym (k) | 3:36,61    | 10.        | N/A      | N/A      | NQ        | NQ      | [ 198 ] [ 199 ]         |
| Charlotte Bonnet Assia Touati Lucile Tessariol Margaux Fabre      | sztafeta 4 × 200 m dowolnym (k) | 7:55,05    | 7.         | N/A      | N/A      | 7:58,15   | 8.      | [ 200 ] [ 201 ]         |

### Pływanie synchroniczne
| Zawodnik                        | Konkurencja | Eliminacje       | Eliminacje    | Eliminacje | Eliminacje | Finał            | Finał         | Finał    | Finał   | Źródło                  |
| Zawodnik                        | Konkurencja | Runda techniczna | Runda dowolna | Razem      | Miejsce    | Runda techniczna | Runda dowolna | Razem    | Miejsce | Źródło                  |
| Zawodnik                        | Konkurencja | Punkty           | Punkty        | Punkty     | Miejsce    | Punkty           | Punkty        | Punkty   | Miejsce | Źródło                  |
| ------------------------------- | ----------- | ---------------- | ------------- | ---------- | ---------- | ---------------- | ------------- | -------- | ------- | ----------------------- |
| Charlotte Tremble Laura Tremble | Duety       | 88,5667          | 87,3474       | 175,9141   | 8.         | 87,3474          | 89,6333       | 176,9807 | 8.      | [ 202 ] [ 203 ] [ 204 ] |

### Podnoszenie ciężarów
| Zawodnik              | Konkurencja     | Rwanie | Rwanie  | Podrzut | Podrzut | Razem  | Pozycja | Źródło  |
| Zawodnik              | Konkurencja     | Wynik  | Pozycja | Wynik   | Pozycja | Razem  | Pozycja | Źródło  |
| --------------------- | --------------- | ------ | ------- | ------- | ------- | ------ | ------- | ------- |
| Bernardin Matam       | -67 kg mężczyzn | 135 kg | 11.     | DNF     | DNF     | DNF    | DNF     | [ 205 ] |
| Anais Michel          | -49 kg kobiet   | 78 kg  | 10.     | 99 kg   | 6.      | 177 kg | 7.      | [ 205 ] |
| Dora Tchakounté       | -59 kg kobiet   | 96 kg  | 2.      | 117 kg  | 4.      | 213 kg | 4.      | [ 205 ] |
| Gaëlle Nayo-Ketchanke | -87 kg kobiet   | 108 kg | 7.      | 139 kg  | 5.      | 247 kg | 5.      | [ 205 ] |

### Rugby 7
- Reprezentacja kobiet

| - Coralie Bertrand - Anne-Cécile Ciofani - Caroline Drouin - Camille Grassineau - Lina Guerin - Fanny Horta - Nassira Konde |  | - Shannon Izar - Chloé Jacquet - Carla Neisen - Séraphine Okemba - Chloé Pelle - Jade Ulutule |

| Drużyna | Konkurencja | Faza grupowa     | Faza grupowa     | Faza grupowa     | Faza grupowa | Ćwierćfinały     | Półfinały             | Finał/Mecz 3.miejsce | Pozycja | Źródło          |
| Drużyna | Konkurencja | Przeciwnik Wynik | Przeciwnik Wynik | Przeciwnik Wynik | Pozycja      | Przeciwnik Wynik | Przeciwnik Wynik      | Przeciwnik Wynik     | Pozycja | Źródło          |
| ------- | ----------- | ---------------- | ---------------- | ---------------- | ------------ | ---------------- | --------------------- | -------------------- | ------- | --------------- |
| Francja | kobiety     | Fidżi 12:5       | Brazylia 40:5    | Kanada 31:0      | 1.           | Chiny 24:10      | Wielka Brytania 26:19 | Nowa Zelandia 12:26  | srebro  | [ 206 ] [ 207 ] |

### Siatkówka
- Reprezentacja mężczyzn

| - Barthélémy Chinenyeze - Jenia Grebennikov - Jean Patry - Benjamin Toniutti - Kévin Tillie - Earvin N’Gapeth |  | - Antoine Brizard - Stéphen Boyer - Nicolas Le Goff - Daryl Bultor - Trévor Clévenot - Yacine Louati |

| Drużyna | Konkurencja      | Faza grupowa            | Faza grupowa     | Faza grupowa     | Faza grupowa                      | Faza grupowa     | Faza grupowa | Ćwierćfinały     | Półfinały        | Finał                             | Pozycja | Źródło  |
| Drużyna | Konkurencja      | Przeciwnik Wynik        | Przeciwnik Wynik | Przeciwnik Wynik | Przeciwnik Wynik                  | Przeciwnik Wynik | Pozycja      | Przeciwnik Wynik | Przeciwnik Wynik | Przeciwnik Wynik                  | Pozycja | Źródło  |
| ------- | ---------------- | ----------------------- | ---------------- | ---------------- | --------------------------------- | ---------------- | ------------ | ---------------- | ---------------- | --------------------------------- | ------- | ------- |
| Francja | turniej mężczyzn | Stany Zjednoczone P 0:3 | Tunezja W 3:0    | Argentyna P 2:3  | Rosyjski Komitet Olimpijski W 3:1 | Brazylia W 3:2   | 4.           | Polska W 3:2     | Argentyna W 3:0  | Rosyjski Komitet Olimpijski W 3:2 | złoto   | [ 208 ] |

### Skateboarding
| Zawodnik            | Konkurencja | Eliminacje | Eliminacje | Eliminacje | Eliminacje | Finał | Finał | Finał | Pozycja | Źródło  |
| Zawodnik            | Konkurencja | 1          | 2          | 3          | Wynik      | 1     | 2     | 3     | Pozycja | Źródło  |
| ------------------- | ----------- | ---------- | ---------- | ---------- | ---------- | ----- | ----- | ----- | ------- | ------- |
| Vincent Matheron    | park (m)    | 70,04      | 74,07      | 67,96      | 74,07      | 27,81 | 27,41 | 42,33 | 7.      | [ 209 ] |
| Madeleine Larcheron | park (k)    | 32,34      | 26,42      | 32,15      | 32,34      | NQ    | NQ    | NQ    | 13.     | [ 210 ] |

| Zawodnik        | Konkurencja | Eliminacje | Eliminacje | Finał  | Finał   | Źródło  |
| Zawodnik        | Konkurencja | Punkty     | Miejsce    | Punkty | Miejsce | Źródło  |
| --------------- | ----------- | ---------- | ---------- | ------ | ------- | ------- |
| Vincent Milou   | street (m)  | 34,36      | 5.         | 34,14  | 4.      | [ 211 ] |
| Aurélien Giraud | street (m)  | 35,88      | 1.         | 29,09  | 6.      | [ 211 ] |
| Charlotte Hym   | street (k)  | 5,34       | 17.        | NQ     | NQ      | [ 212 ] |

### Skoki do wody
| Zawodnik        | Konkurencja                      | Preeliminacje | Preeliminacje | Półfinał | Półfinał | Finał  | Finał   | Źródło                  |
| Zawodnik        | Konkurencja                      | Punkty        | Miejsce       | Punkty   | Miejsce  | Punkty | Miejsce | Źródło                  |
| --------------- | -------------------------------- | ------------- | ------------- | -------- | -------- | ------ | ------- | ----------------------- |
| Alexis Jandard  | trampolina 3 m indywidualnie (m) | 423,60        | 11.           | 357,85   | 16.      | NQ     | NQ      | [ 213 ] [ 214 ] [ 215 ] |
| Matthieu Rosset | wieża 10 m indywidualnie (m)     | 275,70        | 29.           | NQ       | NQ       | NQ     | NQ      | [ 216 ] [ 217 ] [ 218 ] |
| Alaïs Kalonji   | wieża 10 m indywidualnie (k)     | 295,80        | 14.           | 269,00   | 16.      | NQ     | NQ      | [ 219 ] [ 220 ] [ 221 ] |

### Surfing
| Zawodnik      | Konkurencja | Eliminacje | Eliminacje | Eliminacje | Eliminacje | 1/8 finału               | Ćwierćfinał          | Półfinał         | Finał/3. miejsce | Pozycja | Źródło  |
| Zawodnik      | Konkurencja | Runda 1    | Runda 1    | Runda 2    | Runda 2    | 1/8 finału               | Ćwierćfinał          | Półfinał         | Finał/3. miejsce | Pozycja | Źródło  |
| Zawodnik      | Konkurencja | Wynik      | Miejsce    | Wynik      | Miejsce    | Przeciwnik Wynik         | Przeciwnik Wynik     | Przeciwnik Wynik | Przeciwnik Wynik | Pozycja | Źródło  |
| ------------- | ----------- | ---------- | ---------- | ---------- | ---------- | ------------------------ | -------------------- | ---------------- | ---------------- | ------- | ------- |
| Pauline Ado   | kobiety     | 9,17       | 3.         | 9,66       | 2.         | Fitzgibbons P 9,03-10,86 | NQ                   | NQ               | NQ               | 9.      | [ 222 ] |
| Johanne Defay | kobiety     | 10,63      | 2.         | N/A        | N/A        | Hopkins P 9,40-10,84     | NQ                   | NQ               | NQ               | 9.      | [ 222 ] |
| Jérémy Florès | mężczyźni   | 7,63       | 4.         | 11,37      | 2.         | Wright P 12,90-15,00     | NQ                   | NQ               | NQ               | 9.      | [ 223 ] |
| Michel Bourez | mężczyźni   | 10,10      | 2.         | N/A        | N/A        | Boukhiam W 12,43-9,40    | Medina P 13,66-15,33 | NQ               | NQ               | 5.      | [ 223 ] |

### Strzelectwo
| Zawodnik          | Konkurencja                         | Kwalifikacje | Kwalifikacje | Finał | Finał   | Źródło          |
| Zawodnik          | Konkurencja                         | Wynik        | Pozycja      | Wynik | Pozycja | Źródło          |
| ----------------- | ----------------------------------- | ------------ | ------------ | ----- | ------- | --------------- |
| Océanne Muller    | karabin pneumatyczny (k)            | 630,7        | 5.           | 187,7 | 5.      | [ 224 ] [ 225 ] |
| Océanne Muller    | karabin małokalibrowy 3 postawy (k) | 1155-43x     | 31.          | NQ    | NQ      | [ 226 ] [ 227 ] |
| Clément Bessaguet | pistolet szybkostrzelny (m)         | 582-22x      | 7.           | NQ    | NQ      | [ 228 ] [ 229 ] |
| Mathilde Lamolle  | pistolet pneumatyczny (k)           | 578-19x      | 5.           | 134,6 | 7.      | [ 230 ] [ 231 ] |
| Céline Goberville | pistolet pneumatyczny (k)           | 577-15x      | 8.           | 114,9 | 8.      | [ 230 ] [ 231 ] |
| Mathilde Lamolle  | pistolet sportowy (k)               | 582-21x      | 12.          | NQ    | NQ      | [ 232 ]         |
| Céline Goberville | pistolet sportowy (k)               | 574-23x      | 31.          | NQ    | NQ      | [ 232 ]         |
| Carole Cormenier  | trap (k)                            | 117          | 12.          | NQ    | NQ      | [ 233 ] [ 234 ] |
| Mélanie Couzy     | trap (k)                            | 110          | 25.          | NQ    | NQ      | [ 233 ] [ 234 ] |
| Lucie Anastassiou | skeet (k)                           | 119          | 9.           | NQ    | NQ      | [ 235 ] [ 236 ] |
| Éric Delaunay     | skeet (m)                           | 124+6        | 1.           | 25    | 5.      | [ 237 ]         |
| Emmanuel Petit    | skeet (m)                           | 121          | 11.          | NQ    | NQ      | [ 237 ]         |

### Szermierka
| Zawodnik                                                     | Konkurencja              | 1/32             | 1/16                   | 1/8                    | Ćwierćfinały                | Półfinały            | Finał/o 3. miejsce                    | Finał/o 3. miejsce | Źródło  |
| Zawodnik                                                     | Konkurencja              | Przeciwnik Wynik | Przeciwnik Wynik       | Przeciwnik Wynik       | Przeciwnik Wynik            | Przeciwnik Wynik     | Przeciwnik Wynik                      | Pozycja            | Źródło  |
| ------------------------------------------------------------ | ------------------------ | ---------------- | ---------------------- | ---------------------- | --------------------------- | -------------------- | ------------------------------------- | ------------------ | ------- |
| Maxime Pauty                                                 | floret indywidualnie (m) | N/A              | Matsuyama P 7-15       | NQ                     | NQ                          | NQ                   | NQ                                    | 21.                | [ 238 ] |
| Enzo Lefort                                                  | floret indywidualnie (m) | N/A              | Cervantes W 15-11      | Saito W 15-4           | Garozzo P 10-15             | NQ                   | NQ                                    | 5.                 | [ 238 ] |
| Julien Mertine                                               | floret indywidualnie (m) | N/A              | Cheung Ka Long P 12-15 | NQ                     | NQ                          | NQ                   | NQ                                    | 24.                | [ 238 ] |
| Maxime Pauty Enzo Lefort Julien Mertine Erwann Le Péchoux    | floret drużynowo (m)     | N/A              | N/A                    | Bye                    | Egipt · W 45-34             | Japonia · W 45-42    | Rosyjski Komitet Olimpijski · W 45-28 | złoto              | [ 239 ] |
| Boladé Apithy                                                | szabla indywidualnie (m) | N/A              | Rahbari P 13-15        | NQ                     | NQ                          | NQ                   | NQ                                    | 18.                | [ 240 ] |
| Romain Cannone                                               | szpada indywidualnie (m) | N/A              | Limardo W 15-12        | Verwijlen W 15-11      | Bida W 15-12                | Rejzlin W 15-10      | Siklósi W 15-10                       | złoto              | [ 241 ] |
| Alexandre Bardenet                                           | szpada indywidualnie (m) | N/A              | McDowald W 15-12       | Santarelli P 11-15     | NQ                          | NQ                   | NQ                                    | 11.                | [ 241 ] |
| Yannick Borel                                                | szpada indywidualnie (m) | N/A              | El-Sayed P 11-15       | NQ                     | NQ                          | NQ                   | NQ                                    | 17.                | [ 241 ] |
| Romain Cannone Alexandre Bardenet Yannick Borel Ronan Gustin | szpada drużynowo (m)     | N/A              | N/A                    | Bye                    | Japonia · P 45-44           | Szwajcaria · W 45-37 | Ukraina · W 45-39                     | 5.                 | [ 244 ] |
| Anita Blaze                                                  | floret indywidualnie (k) | N/A              | Guo P 12-15            | NQ                     | NQ                          | NQ                   | NQ                                    | 22.                | [ 245 ] |
| Pauline Ranvier                                              | floret indywidualnie (k) | N/A              | Harvey P 9-15          | NQ                     | NQ                          | NQ                   | NQ                                    | 18.                | [ 245 ] |
| Ysaora Thibus                                                | floret indywidualnie (k) | N/A              | Pásztor W 15-13        | Korobiejnikowa P 12-12 | NQ                          | NQ                   | NQ                                    | 9.                 | [ 245 ] |
| Anita Blaze Pauline Ranvier Ysaora Thibus Astrid Guyart      | floret drużynowo (k)     | N/A              | N/A                    | N/A                    | Kanada · W 45-29            | Włochy · W 45-43     | Rosyjski Komitet Olimpijski · P 45-34 | srebro             | [ 246 ] |
| Manon Brunet                                                 | szabla indywidualnie (k) | N/A              | Bhavani Devi W 15-7    | Emura W 15-12          | Nikitina W 15-5             | Pozdniakowa P 10-15  | Márton W 15-6                         | brąz               | [ 247 ] |
| Cécilia Berder                                               | szabla indywidualnie (k) | N/A              | Choi Soo-yeon P 11-15  | NQ                     | NQ                          | NQ                   | NQ                                    | 20.                | [ 247 ] |
| Charlotte Lembach                                            | szabla indywidualnie (k) | N/A              | Vecchi P 11-15         | NQ                     | NQ                          | NQ                   | NQ                                    | 22.                | [ 247 ] |
| Manon Brunet Cécilia Berder Charlotte Lembach Sara Balzer    | szabla drużynowo (k)     | N/A              | N/A                    | Bye                    | Stany Zjednoczone · W 45-30 | Włochy · W 45-39     | Rosyjski Komitet Olimpijski · P 41-45 | srebro             | [ 248 ] |
| Coraline Vitalis                                             | szpada indywidualnie (k) | N/A              | Beljajeva P 5-15       | NQ                     | NQ                          | NQ                   | NQ                                    | 20.                | [ 249 ] |

### Taekwondo
| Zawodnik         | Konkurencja   | 1/8                 | Ćwierćfinał         | Półfinał         | Repesaż          | Finał/3.miejsce  | Finał/3.miejsce | Źródło  |
| Zawodnik         | Konkurencja   | Przeciwnik Wynik    | Przeciwnik Wynik    | Przeciwnik Wynik | Przeciwnik Wynik | Przeciwnik Wynik | Pozycja         | Źródło  |
| ---------------- | ------------- | ------------------- | ------------------- | ---------------- | ---------------- | ---------------- | --------------- | ------- |
| Magda Wiet-Hénin | -67 kg kobiet | Malak Wahba P 10-11 | NQ                  | NQ               | NQ               | NQ               | 11.             | [ 250 ] |
| Althéa Laurin    | +67 kg kobiet | Acosta W 21-3       | Zheng Shuyin W 14-6 | Mandić P 5-7     | N/A              | Traoré W 17-8    | brąz            | [ 251 ] |

### Tenis stołowy
| Zawodnik                                           | Konkurencja           | Eliminacje       | Runda 1          | Runda 2          | Runda 3            | 1/8 finału             | Ćwierćfinały                     | Półfinały               | Finał                          | Finał   | Źródło  |
| Zawodnik                                           | Konkurencja           | Przeciwnik Wynik | Przeciwnik Wynik | Przeciwnik Wynik | Przeciwnik Wynik   | Przeciwnik Wynik       | Przeciwnik Wynik                 | Przeciwnik Wynik        | Przeciwnik Wynik               | Pozycja | Źródło  |
| -------------------------------------------------- | --------------------- | ---------------- | ---------------- | ---------------- | ------------------ | ---------------------- | -------------------------------- | ----------------------- | ------------------------------ | ------- | ------- |
| Emmanuel Lebesson                                  | gra pojedyncza (m)    | N/A              | N/A              | Gaćina W 4-0     | Fan Zhendong P 0-4 | NQ                     | NQ                               | NQ                      | NQ                             | 17.     | [ 252 ] |
| Simon Gauzy                                        | gra pojedyncza (m)    | N/A              | N/A              | N/A              | Groth W 4-0        | Ma Long P 1-4          | NQ                               | NQ                      | NQ                             | 5.      | [ 252 ] |
| Emmanuel Lebesson Simon Gauzy Alexandre Cassin     | turniej drużynowy (m) | N/A              | N/A              | N/A              | N/A                | Hongkong · W 3-0       | Chiny · P 0-3                    | NQ                      | NQ                             | 5.      | [ 253 ] |
| Jia Nan Yuan                                       | gra pojedyncza (k)    | N/A              | Razek W 4-0      | Takahashi W 4-0  | Jeon Ji-hee P 3-4  | NQ                     | NQ                               | NQ                      | NQ                             | 17.     | [ 254 ] |
| Prithika Pavade                                    | gra pojedyncza (k)    | N/A              | Noskowa P 2-4    | NQ               | NQ                 | NQ                     | NQ                               | NQ                      | NQ                             | 49.     | [ 254 ] |
| Jia Nan Yuan Prithika Pavade Stéphanie Loeuillette | turniej drużynowy (k) | N/A              | N/A              | N/A              | N/A                | Singapur · P 0-3       | NQ                               | NQ                      | NQ                             | 9.      | [ 255 ] |
| Emmanuel Lebesson Jia Nan Yuan                     | turniej mieszany      | N/A              | N/A              | N/A              | N/A                | Hu Heming Tapper W 4-0 | Wong Chun-ting Doo Hoi Kem W 4-3 | Xu Xin Liu Shiwen P 0-4 | Lin Yun-ju Cheng I-ching P 0-4 | 4.      | [ 256 ] |

### Tenis ziemny
| Zawodnik                            | Konkurencja | Pierwsza runda                   | Druga runda                            | Trzecia runda                             | Ćwierćfinały                    | Półfinały        | Finał            | Finał   | Źródło  |
| Zawodnik                            | Konkurencja | Przeciwnik Wynik                 | Przeciwnik Wynik                       | Przeciwnik Wynik                          | Przeciwnik Wynik                | Przeciwnik Wynik | Przeciwnik Wynik | Pozycja | Źródło  |
| ----------------------------------- | ----------- | -------------------------------- | -------------------------------------- | ----------------------------------------- | ------------------------------- | ---------------- | ---------------- | ------- | ------- |
| Jérémy Chardy                       | singiel (m) | Barrios Vera W 2-0 (6:1, 7:6)    | Karacew W 2-1 (7:5, 4:6, 6:3)          | Broady W 2-1 (7:6, 4:6, 6:1)              | Zverev P 0-2 (4:6, 1:6)         | NQ               | NQ               | 5.      | [ 257 ] |
| Ugo Humbert                         | singiel (m) | Andújar W 2-0 (7:6, 6:1)         | Kecmanović W 2-1 (4:6, 7:6, 7:5)       | Tsitsipas W 2-1 (2:6, 7:6, 6:2)           | Chaczanow P 1-2 (6:7, 6:4, 3:6) | NQ               | NQ               | 5.      | [ 257 ] |
| Gaël Monfils                        | singiel (m) | Iwaszka P 1-2 (4:6, 6:4, 5:7)    | NQ                                     | NQ                                        | NQ                              | NQ               | NQ               | 33.     | [ 257 ] |
| Gilles Simon                        | singiel (m) | Hierasimau P 1-2 (6:4, 3:6, 4:6) | NQ                                     | NQ                                        | NQ                              | NQ               | NQ               | 33.     | [ 257 ] |
| Jérémy Chardy Gaël Monfils          | debel (m)   | N/A                              | Bublik Gołubiew W 2-1 (6:7, 7:6, 10:7) | Struff Zverev P 0-2 (4:6, 5:7)            | NQ                              | NQ               | NQ               | 9.      | [ 258 ] |
| Pierre-Hugues Herbert Nicolas Mahut | debel (m)   | N/A                              | Murray Salisbury P 0-2 (3:6, 2:6)      | NQ                                        | NQ                              | NQ               | NQ               | 17.     | [ 258 ] |
| Fiona Ferro                         | singiel (k) | Sevastova W 2-1 (2:6, 6:4, 6:2)  | Tormo P 0-2 (1:6, 4:6)                 | NQ                                        | NQ                              | NQ               | NQ               | 17.     | [ 259 ] |
| Caroline Garcia                     | singiel (k) | Vekić P 1-2 (2:6, 7:6, 3:6)      | NQ                                     | NQ                                        | NQ                              | NQ               | NQ               | 33.     | [ 259 ] |
| Alizé Cornet                        | singiel (k) | Plíšková P 0-2 (1:6, 3:6)        | NQ                                     | NQ                                        | NQ                              | NQ               | NQ               | 33.     | [ 259 ] |
| Kristina Mladenovic                 | singiel (k) | Badosa P 1-2 (7:6, 3:6, 0:6)     | NQ                                     | NQ                                        | NQ                              | NQ               | NQ               | 33.     | [ 259 ] |
| Caroline Garcia Kristina Mladenovic | debel (k)   | N/A                              | Bertens Schuurs P 1-2 (6:7, 7:5, 9:11) | NQ                                        | NQ                              | NQ               | NQ               | 17.     | [ 260 ] |
| Alizé Cornet Fiona Ferro            | debel (k)   | N/A                              | Switolina Jastremśka W 2-0 (6:2, 6:4)  | Mattek-Sands Pegula P 0-2 (1:6, 4:6)      | NQ                              | NQ               | NQ               | 9.      | [ 260 ] |
| Kristina Mladenovic Nicolas Mahut   | mikst       | N/A                              | N/A                                    | Wiesnina Karacew P 0-2 (4:6, 2:6)         | NQ                              | NQ               | NQ               | 9.      | [ 261 ] |
| Fiona Ferro Pierre-Hugues Herbert   | mikst       | N/A                              | N/A                                    | Iga Świątek Łukasz Kubot P 0-2 (3:6, 6:7) | NQ                              | NQ               | NQ               | 9.      | [ 261 ] |

### Triathlon
| Zawodnik                                                       | Konkurencja | Pływanie                | Zmiana 1       | Jazda na rowerze        | Zmiana 2            | Bieg                    | Czas    | Pozycja | Źródło  |
| -------------------------------------------------------------- | ----------- | ----------------------- | -------------- | ----------------------- | ------------------- | ----------------------- | ------- | ------- | ------- |
| Léonie Périault                                                | kobiety     | 19:13                   | 0:43           | 1:03:05                 | 0:33                | 34:09                   | 1:57:49 | 5.      | [ 262 ] |
| Cassandre Beaugrand                                            | kobiety     | 19:37                   | 0:42           | DNF                     | DNF                 | DNF                     | DNF     | DNF     | [ 262 ] |
| Vincent Luis                                                   | mężczyźni   | 17:39                   | 0:39           | 56:45                   | 0:30                | 30:51                   | 1:46:24 | 13.     | [ 263 ] |
| Dorian Coninx                                                  | mężczyźni   | 18:04                   | 0:41           | 56:18                   | 0:30                | 31:25                   | 1:46:54 | 17.     | [ 263 ] |
| Léo Bergère                                                    | mężczyźni   | 18:00                   | 0:41           | 56:22                   | 0:30                | 31:47                   | 1:47:20 | 21.     | [ 263 ] |
| Léonie Périault Dorian Coninx Cassandre Beaugrand Vincent Luis | sztafeta    | 04:02 04:12 04:19 03:54 | 0:40 0:38 0:35 | 10:22 09:24 10:31 09:34 | 0:31 0:27 0:29 0:27 | 06:05 05:28 09:34 05:48 | 1:24:04 | brąz    | [ 264 ] |

### Wioślarstwo
| Zawodnik                                                       | Konkurencja | Eliminacje | Eliminacje | Repasaż | Repasaż | Półfinały | Półfinały | Finał           | Finał      | Miejsce | Źródło  |
| Zawodnik                                                       | Konkurencja | Czas       | M.         | Czas    | M.      | Czas      | M.        | Czas            | M.         | Miejsce | Źródło  |
| -------------------------------------------------------------- | ----------- | ---------- | ---------- | ------- | ------- | --------- | --------- | --------------- | ---------- | ------- | ------- |
| Hugo Boucheron Matthieu Androdias                              | M2x         | 6:10,45    | 1.         | N/A     | N/A     | 6:20,45   | 1.        | 6:00,33 Finał A | 1.         | złoto   | [ 265 ] |
| Thibaud Turlan Guillaume Turlan                                | M2-         | 7:09,79    | 4.         | 6:49,19 | 2.      | 6:52,24   | 6.        | 6:28,01 Finał B | 3.         | 9.      | [ 266 ] |
| Hélène Lefebvre Élodie Ravera-Scaramozzino                     | W2x         | 7:03,78    | 3.         | N/A     | N/A     | 7:12,68   | 4.        | 6:58,52         | 2. Finał B | 8.      | [ 267 ] |
| Laura Tarantola Claire Bové                                    | LW2x        | 7:03,47    | 1.         | N/A     | N/A     | 6:42,92   | 2.        | 6:47,68         | 2. Finał A | srebro  | [ 268 ] |
| Violaine Aernoudts Margaux Bailleul Marie Jacquet Emma Lunatti | W4x         | 6:33,64    | 5.         | 6:47,41 | 5.      | N/A       | N/A       | 6:29,70         | 3. Finał B | 9.      | [ 269 ] |

### Wspinaczka sportowa
| Zawodnik         | Konkurencja | Kwalifikacje           | Kwalifikacje | Kwalifikacje | Kwalifikacje | Kwalifikacje | Finał                  | Finał      | Finał       | Finał  | Pozycja | Źródło          |
| Zawodnik         | Konkurencja | Wyniki                 | Wyniki       | Wyniki       | Punkty       | Miejsce      | Wyniki                 | Wyniki     | Wyniki      | Punkty | Pozycja | Źródło          |
| Zawodnik         | Konkurencja | Wspinaczka na szybkość | Bouldering   | Prowadzenie  | Punkty       | Miejsce      | Wspinaczka na szybkość | Bouldering | Prowadzenie | Punkty | Pozycja | Źródło          |
| ---------------- | ----------- | ---------------------- | ------------ | ------------ | ------------ | ------------ | ---------------------- | ---------- | ----------- | ------ | ------- | --------------- |
| Mickael Mawem    | mężczyźni   | 3                      | 1            | 11           | 33           | 1.           | 3                      | 2          | 7           | 42     | 5.      | [ 270 ] [ 271 ] |
| Bassa Mawem      | mężczyźni   | 1                      | 18           | 20           | 360          | 7.           | DNS                    | DNS        | DNS         | DNS    | 8.      | [ 270 ] [ 271 ] |
| Anouck Jaubert   | kobiety     | 2                      | 13           | 15           | 390          | 8.           | 2                      | 6          | 7           | 84     | 6.      | [ 272 ] [ 273 ] |
| Julia Chanourdie | kobiety     | 8                      | 15           | 9            | 108          | 13.          | NQ                     | NQ         | NQ          | NQ     | 13.     | [ 272 ] [ 273 ] |

### Zapasy
| Zawodnik         | Konkurencja              | 1/8               | Ćwierćfinał      | Półfinał         | Repesaż 1        | Finał            | Finał   | Źródło  |
| Zawodnik         | Konkurencja              | Przeciwnik Wynik  | Przeciwnik Wynik | Przeciwnik Wynik | Przeciwnik Wynik | Przeciwnik Wynik | Pozycja | Źródło  |
| ---------------- | ------------------------ | ----------------- | ---------------- | ---------------- | ---------------- | ---------------- | ------- | ------- |
| Mathilde Rivière | -57 kg kobiet styl wolny | Chongordzul P 5-7 | NQ               | NQ               | NQ               | NQ               | 14.     | [ 274 ] |
| Koumba Larroque  | -68 kg kobiet styl wolny | Batceceg P 1-12   | NQ               | NQ               | NQ               | NQ               | 13.     | [ 275 ] |

### Żeglarstwo
| Zawodnik                          | Konkurencja  | Wyścig | Wyścig | Wyścig | Wyścig | Wyścig | Wyścig | Wyścig | Wyścig | Wyścig | Wyścig | Wyścig | Wyścig | Wyścig | Punkty | Finałowa pozycja | Źródło  |
| Zawodnik                          | Konkurencja  | 1      | 2      | 3      | 4      | 5      | 6      | 7      | 8      | 9      | 10     | 11     | 12     | M*     | Punkty | Finałowa pozycja | Źródło  |
| --------------------------------- | ------------ | ------ | ------ | ------ | ------ | ------ | ------ | ------ | ------ | ------ | ------ | ------ | ------ | ------ | ------ | ---------------- | ------- |
| Marie Bolou                       | Laser Radial | 28     | 27     | 5      | 15     | 7      | 2      | 16     | 14     | 7      | 33     | N/A    | N/A    | NQ     | 121    | 11.              | [ 276 ] |
| Lili Sebesi Albane Dubois         | 49erFX       | 4      | 15     | 10     | 6      | 8      | 2      | 7      | 14     | 13     | 18     | 14     | 2      | 16     | 111    | 9.               | [ 277 ] |
| Camille Lecointre Aloïse Retornaz | 470          | 3      | 2      | 4      | 7      | 1      | 12     | 6      | 5      | 10     | 4      | N/A    | N/A    | 12     | 54     | brąz             | [ 278 ] |
| Charline Picon                    | RS:X         | 1      | 6      | 2      | 9      | 1      | 4      | 2      | 3      | 6      | 3      | 2      | 6      | 2      | 38     | srebro           | [ 279 ] |
| Jean-Baptiste Bernaz              | Laser        | 1      | 9      | 13     | 9      | 23     | 7      | 16     | 4      | 9      | 22     | N/A    | N/A    | 2      | 92     | 6.               | [ 280 ] |
| Kevin Peponnet Jeremie Mion       | 470          | 4      | 7      | 11     | 13     | 12     | 2      | 11     | 11     | 13     | 16     | N/A    | N/A    | NQ     | 87     | 11.              | [ 281 ] |
| Lucas Rual Emile Amoros           | 49er         | 15     | 9      | 16     | 15     | 8      | 13     | 11     | 15     | 10     | 12     | 16     | 10     | NQ     | 134    | 15.              | [ 282 ] |
| Thomas Goyard                     | RS:X         | 13     | 5      | 3      | 13     | 1      | 1      | 3      | 6      | 7      | 1      | 9      | 3      | 22 OCS | 74     | srebro           | [ 283 ] |
| Quentin Delapierre Manon Audinet  | Nacra 17     | 18     | 4      | 3      | 5      | 9      | 7      | 10     | 4      | 13     | 7      | 7      | 7      | 8      | 84     | 8.               | [ 284 ] |

M – Wyścig medalowy